# Historia militar de la Unión Soviética

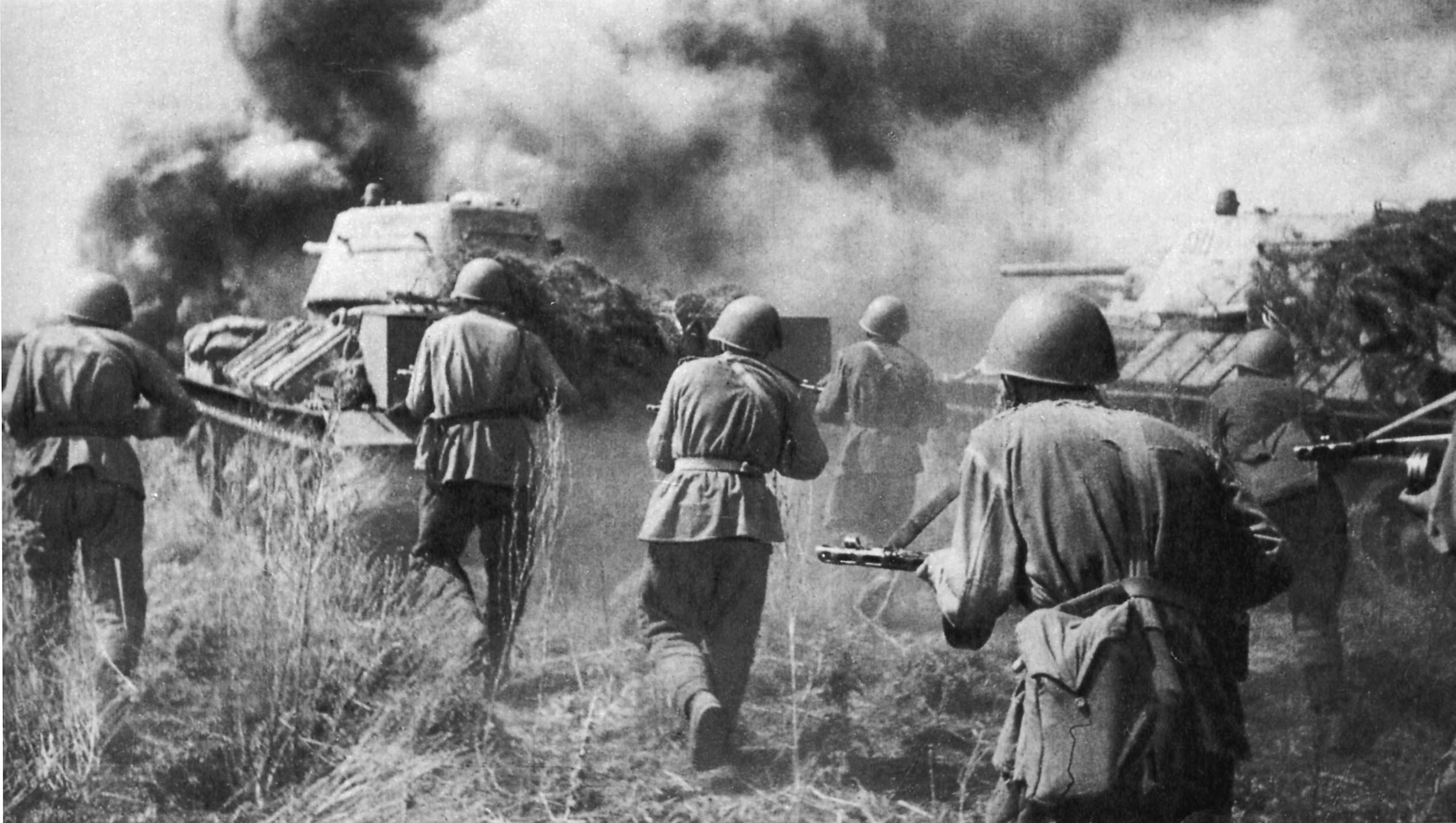
Soldados soviéticos avanzan durante la batalla de Kursk en julio de 1943

La historia militar de la Unión Soviética comenzó en los días que siguieron a la Revolución de octubre de 1917 que llevó a los bolcheviques al poder. El nuevo gobierno formó el Ejército Rojo para combatir a varios enemigos en la guerra civil rusa. A finales de los años 1930, el Ejército Rojo invadió Finlandia; luchó en una breve y nunca declarada guerra fronteriza (junto con su aliado Mongolia) contra Japón y su estado títere de Manchukuo; y, se desplegó cuando la Unión Soviética, de acuerdo con la Alemania nazi, participó en el reparto de Polonia, se anexionó los Estados Bálticos, Besarabia y Bucovina del Norte (perteneciente a Rumanía). En la Segunda Guerra Mundial, el Ejército Rojo fue la fuerza militar más activa de las que participaron en la derrota de la Alemania nazi. Tras la guerra, ocupó militarmente parte de Alemania y otras muchas naciones del centro y el este de Europa, que se convirtieron en estados satélites del Bloque soviético. 
La Unión Soviética se convirtió en superpotencia rivalizando con los Estados Unidos. La Guerra Fría entre las dos naciones las llevó a un aumento de la actividad militar, la carrera armamentística, y la carrera espacial. A principios de los años 1980, las fuerzas armadas soviéticas tenían más tropas y armas nucleares que cualquier otro país en el planeta, convirtiéndose así en una de las máximas superpotencias militares. La Unión Soviética cayó en 1991, pero no por una derrota militar, sino por factores internos políticos y económicos inducidos por los Estados Unidos y sus países aliados (véase Historia de la Unión Soviética).
El ejército soviético consistía en cinco grandes fuerzas. Estas fueron, por orden de importancia: las Fuerzas de misiles estratégicos, las Fuerzas de tierra, las Fuerzas aéreas, las Fuerzas de defensa aérea y las Fuerzas navales. Las otras dos fuerzas soviéticas militarizadas fueron las Tropas Internas, dependientes del Ministerio de Asuntos Internos, y las Tropas Fronterizas, dependientes del KGB.

## Trasfondo zarista y revolucionario

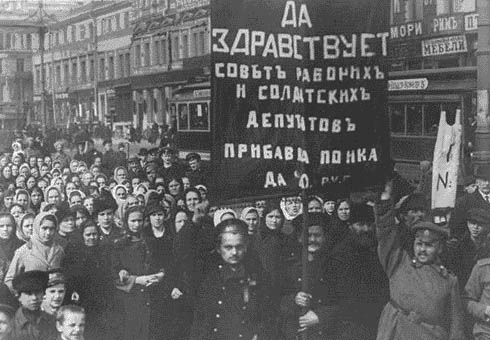
Manifestaciones durante la Revolución de Febrero de 1917

La Revolución de Febrero de 1917 reemplazó al Zar por el Gobierno Provisional Ruso, que a su vez fue derrocado por la Revolución Bolchevique de octubre de 1917. El Ejército Imperial Ruso, exhausto tras su participación en la Primera Guerra Mundial, estaba al borde de la desintegración y el derrumbe. A pesar de la fuerte influencia de los bolcheviques en el ejército, en el cuerpo de oficiales había muchos que se oponían ferozmente al bolchevismo. Los bolcheviques percibían el ejército zarista como uno de los cimientos del antiguo y odiado régimen, por lo que decidieron abolirlo en favor de unas nuevas fuerzas armadas leales a la causa marxista. Así, el núcleo del abolido ejército zarista se convirtió en el de las fuerzas armadas del Gobierno Provisional Ruso, que a su vez pasó a ser el núcleo armado del Movimiento Blanco. Este último, con la ayuda intermitente de fuerzas intervencionistas extranjeras (japonesas, británicas, francesas y estadounidenses), combatió al Ejército Rojo formado por los bolcheviques para luchar en la guerra civil rusa.
El 30 de enero de 1918, el líder bolchevique Vladímir Lenin decretó el establecimiento del Ejército Rojo, fusionando oficialmente a 20.000 Guardias Rojos con 200.000 marineros de la Flota del Báltico, así como a un puñado de soldados de la guarnición de Petrogrado, simpatizantes de la causa. León Trotski fue nombrado el primer Comisario del Pueblo de Guerra del Gobierno soviético.

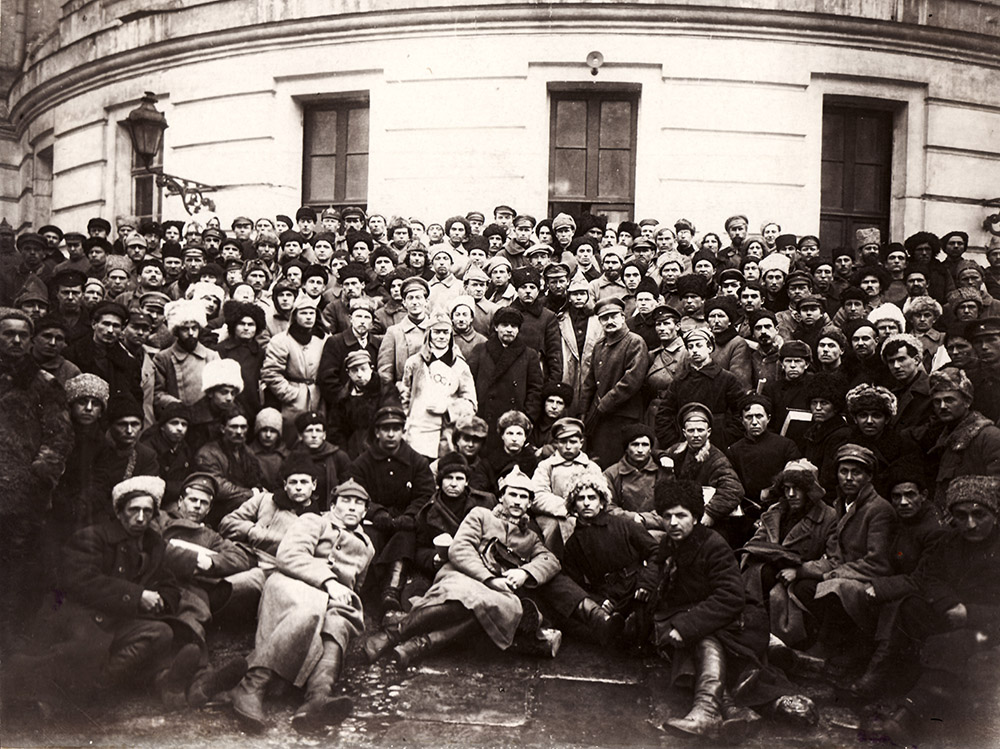
Miembros del Ejército Rojo se reúnen alrededor de Vladímir Lenin y León Trotsky en Petrogrado.

En sus comienzos, el Ejército Rojo era igualitario aunque poco disciplinado. Los bolcheviques consideraban los rangos militares y los saludos como costumbres burguesas y los abolieron. Los soldados pasaron a elegir a sus propios jefes y votaban sobre las órdenes a seguir. Este experimento igualitario fue más tarde abolido bajo la presión de la guerra civil rusa (1918–1921), y tanto los rangos como la obligación de obedecer se restablecieron.
Durante la Guerra Civil los bolcheviques combatieron a grupos contrarrevolucionarios, que llegaron a ser conocidos como los Ejércitos Blancos, así como a otros ejércitos patrocinados por los anteriores aliados de Rusia, como Gran Bretaña y Francia, que sintieron la necesidad de derrocar al gobierno bolchevique. El Ejército Rojo alcanzó inicialmente una serie de victorias sobre sus adversarios y, en un arranque de optimismo, Lenin ordenó al Ejército Occidental soviético avanzar hacia el Oeste tras el vacío creado por las fuerzas alemanas en retirada desde el área de Ober-Ost. Esta operación barrió las recién creadas República Popular de Ucrania y República Nacional Bielorrusa, y condujo finalmente a la invasión por Rusia de la Segunda República de Polonia, un estado que estrenaba su independencia del antiguo Imperio ruso. Al invadir Polonia e iniciar la guerra polaco-soviética, los bolcheviques expresaron su convicción de que finalmente triunfarían sobre sus adversarios, las fuerzas del capitalismo, tanto en casa como en el extranjero. Sin embargo, Polonia salió victoriosa de la guerra conservando su recién estrenada independencia.

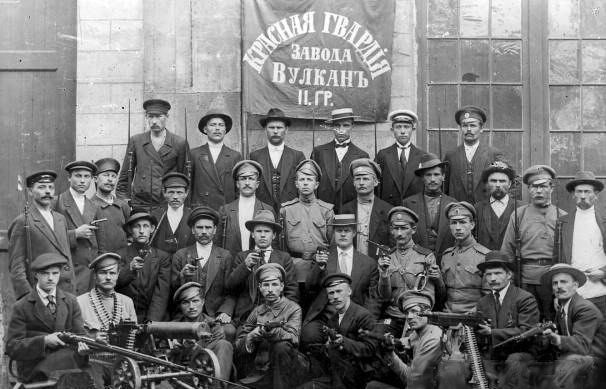
Guardia Roja de la fábrica Vulkán en 1917

La inmensa mayoría de los oficiales profesionales del ejército ruso pertenecían a la nobleza (dvoryanstvo); además, la mayoría de ellos se habían incorporado a los Ejércitos Blancos. Por tanto, el Ejército de Trabajadores y Campesinos se enfrentó al principio a la escasez de jefes militares experimentados. Para remediar esta situación los bolcheviques reclutaron 50.000 oficiales del antiguo Ejército Imperial para dirigir el Ejército Rojo. Al mismo tiempo, incorporaron comisarios políticos a las unidades para supervisar la actuación y lealtad de los mandos profesionales, llamados oficialmente “especialistas militares” (voyenspéts, contracción de voyenny spetsialist). Para 1921 el Ejército Rojo había derrotado cuatro Ejércitos Blancos y rechazado cinco contingentes armados extranjeros que habían intervenido en la Guerra Civil, pero comenzaron a sufrir reveses en Polonia.
Las fuerzas polacas lograron cortar en seco una larga serie de victorias bolcheviques lanzando una dura contraofensiva en la Batalla de Varsovia, en agosto de 1920. El Ejército Rojo sufrió en Varsovia una derrota tan aplastante e inesperada que cambió el curso entero de la guerra, y finalmente forzó a los bolcheviques a aceptar las desfavorables condiciones ofrecidas por el Tratado de Riga, firmado el 18 de marzo de 1921. Fue la mayor derrota del Ejército Rojo en toda su historia.
Tras la guerra civil, el Ejército Rojo se fue transformando progresivamente en una organización militar profesional. Con la mayor parte de sus cinco millones de soldados desmovilizados, el Ejército Rojo pasó a ser una pequeña fuerza regular, creándose milicias territoriales para movilizaciones en tiempo de guerra. Las academias militares rusas, instauradas durante la guerra civil, comenzaron a producir en grandes cantidades oficiales entrenados y leales al poder bolchevique. En un esfuerzo por incrementar el prestigio de la profesión militar, equiparable a la necesidad de mejorar los resultados frente a fuerzas armadas más disciplinadas, el Partido reintrodujo las graduaciones militares, rebajó el rango de los comisarios políticos y terminó restableciendo el principio del mando unipersonal.

## Desarrollo de la estructura, ideología y doctrina del ejército soviético

### Control del Partido

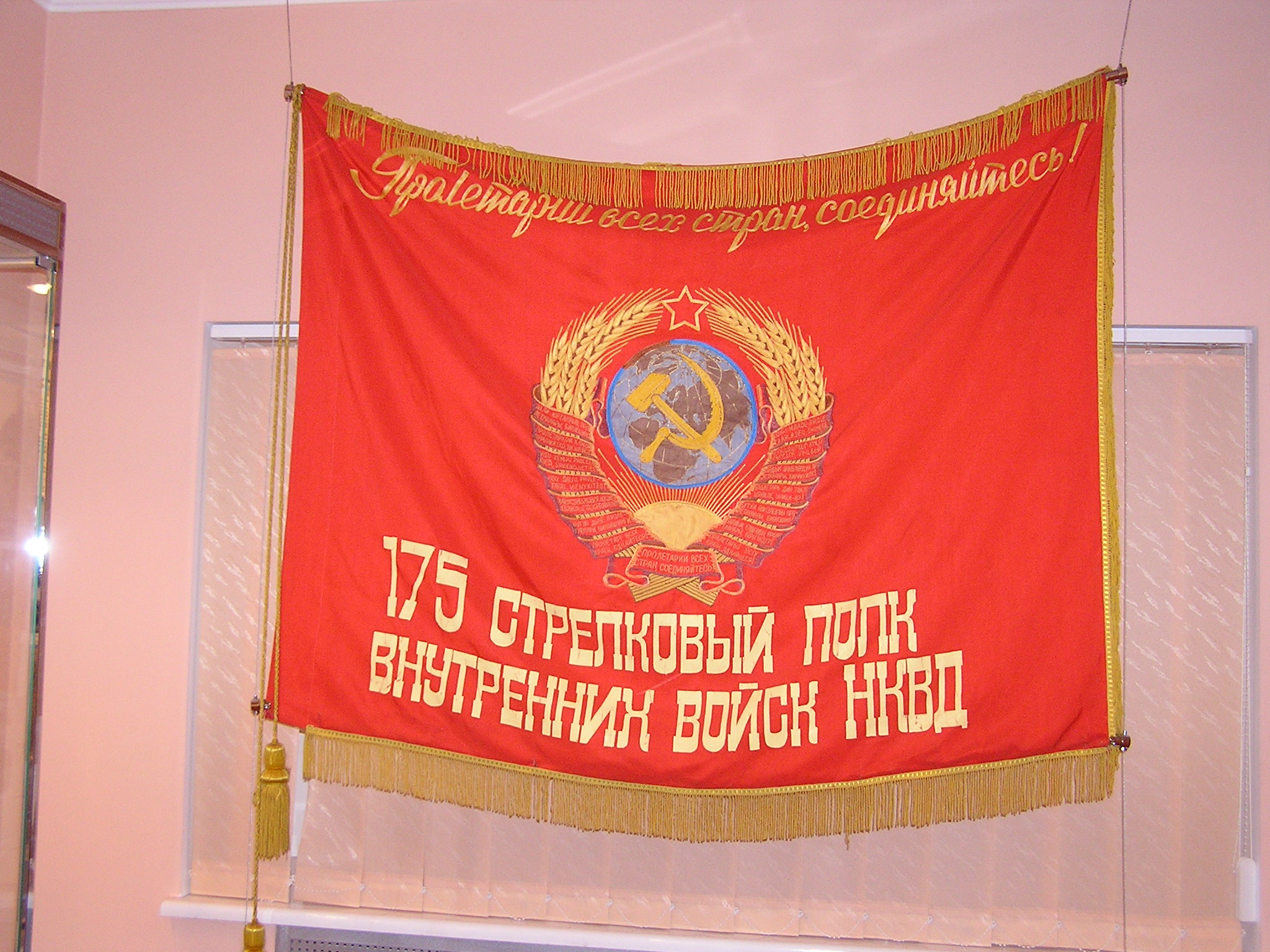
Bandera conservada del 175.º Regimiento del NKVD

El Partido Comunista tenía una serie de mecanismos de control sobre las fuerzas armadas del país (llamado Unión Soviética desde 1922). Primero, a partir de cierto rango, solo un miembro del partido podía ser mando militar, y estaría sujeto a la disciplina de partido. Segundo, la cúpula militar fue sistemáticamente integrada en los más altos escalafones del partido. Tercero, el partido estableció una red de oficiales políticos por toda la estructura militar para vigilar e influir en las actividades del ejército.
Un comandante político sustituto (zampolit) servía como comisario político en las fuerzas armadas. Los zampolit supervisaban las organizaciones del partido y conducían los trabajos políticos del partido dentro de su unidad militar. Instruía a las tropas en el Marxismo-Leninismo, la visión soviética de los asuntos internacionales, y las tareas del partido para las fuerzas armadas. Tras la Segunda Guerra Mundial, los zampolit perdieron toda su autoridad de mando pero mantuvieron el poder de informar a sus superiores de las actitudes políticas y rendimiento del jefe de la unidad.
En 1989, alrededor del 20% del total de personal de las fuerzas armadas pertenecía al partido o a la juventud comunista (Komsomol). Esta cifra aumentaba a alrededor del 90% en el caso de los oficiales.

### Contrainteligencia militar
A través de la historia del Ejército Soviético, la policía secreta soviética (conocida también como Cheka, OGPU, NKVD y KGB entre otros nombres) mantuvo el control sobre los Departamentos especiales (Особый отдел) de contrainteligencia que existían en todas las grandes formaciones militares. El más conocido fue el SMERSH (1943-1946) creado durante la Gran Guerra Patria. Aunque el personal del departamento especial de un regimiento era conocido públicamente, este controlaba una red de informantes secretos, tanto chekistas como militares ordinarios. OGPU y NKVD eran dos cosas diferentes. Lo primero era puramente inteligencia militar, la segunda era un policía que aunque desempeñaba alguna función de inteligencia era más bien un cuerpo con funciones parecidas a la Gestapo alemana.

### Doctrina política
Bajo la dirección de Lenin y Trotski, el Ejército Rojo afirmó su adhesión a la proclamación de Karl Marx de que la burguesía solo podía ser vencida mediante una revuelta mundial del proletariado, y con vistas a ese fin, las primeras doctrinas militares soviéticas se centraron en extender la revolución en el extranjero y expandir la influencia soviética a través del mundo mediante la revolución mundial. Lenin proporcionó un experimento temprano de la teoría de Marx cuando invadió Polonia esperando generar un levantamiento comunista en la vecina Alemania. La expedición polaca de Lenin solo logró complementar su creación del Comintern en marzo de 1919, una organización con el único propósito de luchar "por todos los medios disponibles, incluyendo la fuerza armada, para el derrocamiento de la burguesía internacional y por la creación de una república soviética internacional como una etapa de transición para la completa abolición del Estado."
De acuerdo con la filosofía del Comintern, el Ejército Rojo reprimió por la fuerza la Revuelta de los Basmachí antisoviética en Asia Central a fin de mantener el Turquestán dentro del sistema de alianzas soviético. En 1921, la ocupación por parte del Ejército Rojo de la República Democrática de Georgia derrocó al gobierno representativo georgiano y lo reemplazó por una República Soviética. En 1920, la misma suerte habían corrido la República Democrática de Armenia y la República Democrática de Azerbaiyán. Georgia fue entonces unida por la fuerza con Armenia y Azerbaiyán a fin de formar la República Socialista Federativa Soviética de Transcaucasia, un estado cofundador de la Unión Soviética.
Estas ideas del comunismo mundial no tuvieron en general éxito debido a la distracción que supuso la guerra civil rusa, y el comunismo mundial no fue intentado de nuevo por la fuerza hasta la Segunda Guerra Mundial.

### Relaciones entre el partido y el ejército
Durante los años 1930, el plan quinquenal de Iósif Stalin y el empuje de la industrialización construyeron la base productiva necesaria para modernizar el Ejército Rojo. Como la probabilidad de guerra en Europa aumentó a finales de la década, la Unión Soviética triplicó sus gastos militares y dobló el tamaño de sus fuerzas regulares para estar a la altura del poder de sus enemigos potenciales.
En 1937, sin embargo, Stalin purgó el Ejército Rojo, eliminando a sus mejores líderes militares. Con el temor de que los militares suponían una amenaza a su liderazgo, Stalin encarceló o ejecutó a muchos oficiales de alto rango (se estima que varios miles), incluyendo tres de los cinco mariscales de campo existentes. La pérdida masiva de estos oficiales y sus conocimientos dañó severamente las capacidades del Ejército Rojo en la Guerra de Invierno de 1939–1940 contra Finlandia, y en la Segunda Guerra Mundial.
Temiendo la inmensa popularidad de las fuerzas armadas tras la Segunda Guerra Mundial, Stalin degradó al héroe de la guerra, el Mariscal Gueorgui Zhúkov, y se apropió del mérito de haber salvado al país. Tras la muerte de Stalin en 1953, Zhúkov resurgió como un vehemente partidario de Nikita Jrushchov. Jrushchov lo recompensó nombrándolo ministro de Defensa y miembro completo del Politburó del PCUS. Sin embargo, la posibilidad de que el ejército soviético pudiera conseguir demasiado poder político llevó a la destitución abrupta de Zhúkov en otoño de 1957. Jrushchov más tarde recortó los gastos en Defensa en las fuerzas convencionales con el fin de cumplir con sus planes de reforma económica, aislando aún más a las fuerzas armadas.
Los años de Leonid Brézhnev en el poder marcaron la máxima cooperación entre el partido y el ejército, ya que proporcionó abundantes recursos a las fuerzas armadas. En 1973 el ministro de defensa se convirtió en un miembro completo del Politburó por primera vez desde 1957. Sin embargo, Brézhnev evidentemente se sentía amenazado por el ejército profesional, y buscó crear un aura de liderazgo militar alrededor suyo en un esfuerzo por establecer su autoridad sobre las fuerzas armadas.
A principios de los años 1980, las relaciones entre el partido y el ejército se volvieron tensas por las cuotas de recursos asignados a las fuerzas armadas. A pesar de un descenso en el crecimiento económico, las fuerzas armadas exigieron, a menudo sin resultados, más recursos para poder desarrollar armas convencionales avanzadas.
Mijaíl Gorbachov disminuyó el papel del ejército en las ceremonias de estado, incluyendo la reubicación de los representantes militares al final de la formación de líderes en lo alto del Mausoleo de Lenin durante el desfile militar anual conmemorando la Revolución de Octubre en la Plaza Roja. En cambio, Gorbachov enfatizó las prioridades económicas civiles y una razonable suficiencia en la defensa sobre los requisitos percibidos por los militares profesionales.

### Doctrina militar
El Ejército Imperial Ruso fue derrotado en la Primera Guerra Mundial, un hecho que determinó fuertemente las primeras etapas del desarrollo del Ejército Rojo. Mientras los ejércitos de Gran Bretaña y Francia se conformaron con mantener las estrategias que les habían dado la victoria, el Ejército Rojo procedió a experimentar y desarrollar nuevas tácticas y conceptos, paralelamente a las renacidas fuerzas armadas alemanas. Los soviéticos se veían a sí mismos como una nación única en la historia humana, por lo que no sentían lealtad hacia una tradición militar previa, ideología que permitió y priorizó la innovación.

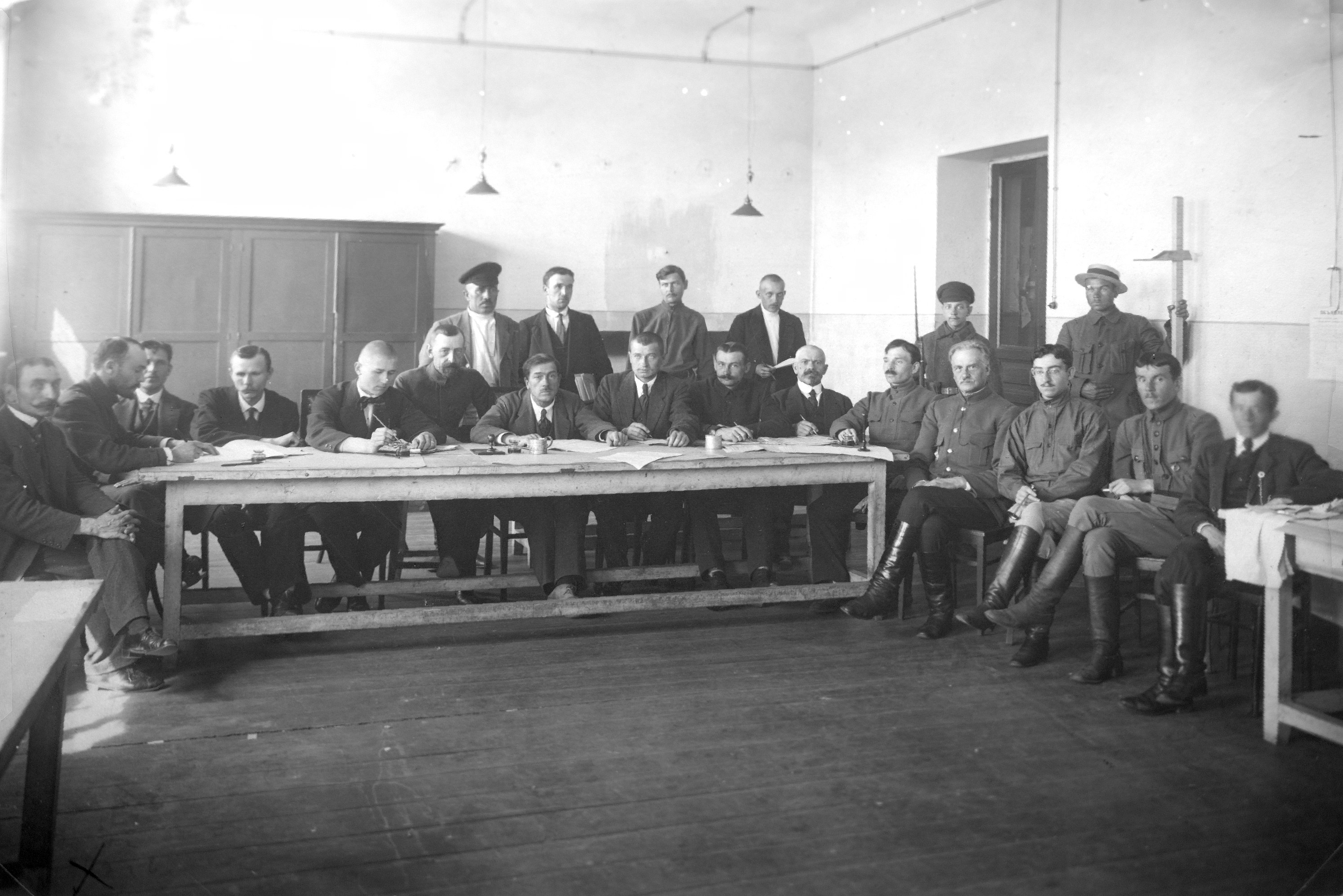
Comisión para el reclutamiento de soldados en 1918

Desde su concepción, el Ejército Rojo se empeñó en enfatizar una guerra altamente móvil. Esta decisión estaba influida por las guerras formativas de su historia, la guerra civil rusa y la guerra polaco-soviética. Ambos conflictos tuvieron poco en común con la guerra de trincheras estática de la Primera Guerra Mundial. En cambio, hubo operaciones móviles de largo alcance, a menudo por parte de fuerzas pequeñas pero muy motivadas, así como avances rápidos de cientos de kilómetros en cuestión de días.
Bajo la Nueva Política Económica de Lenin, la Unión Soviética tuvo pocos recursos para dedicar al Ejército Rojo durante sus años formativos en los años 1920. Esto solo cambió cuando Stalin comenzó el empuje de la industrialización en 1929, una política creada en parte para permitir que se dedicaran al ejército fondos sin precedentes.
Usando estos nuevos recursos, el Ejército Rojo de los años 1930 desarrolló un concepto altamente sofisticado de guerra móvil que confiaba en enormes formaciones de tanques, aeronaves y tropas aerotransportadas diseñadas para atravesar la línea enemiga y llevar la batalla a lo más profundo de la retaguardia enemiga. La industria soviética respondió, suministrando tanques, aeronaves y otro material en número suficiente para hacer viables estas operaciones. Para evitar sobrestimar el poder del ejército soviético debe mencionarse, no obstante, que mientras que antes de 1941 las formaciones soviéticas de un determinado nivel eran al menos iguales y a menudo más fuertes que las formaciones equivalentes de otros ejércitos, las enormes perdidas en tiempo de guerra y la reorganización basada en la experiencia invirtió la situación durante los últimos años de la guerra. Así, por ejemplo, un cuerpos de carros de combate soviéticos era equivalente en cantidad de vehículos blindados a una división de carros estadounidense, y una división soviética de infantería, a menos que fuera reforzada, solía ser equivalente a un regimiento de infantería estadounidense en cantidad de hombres.

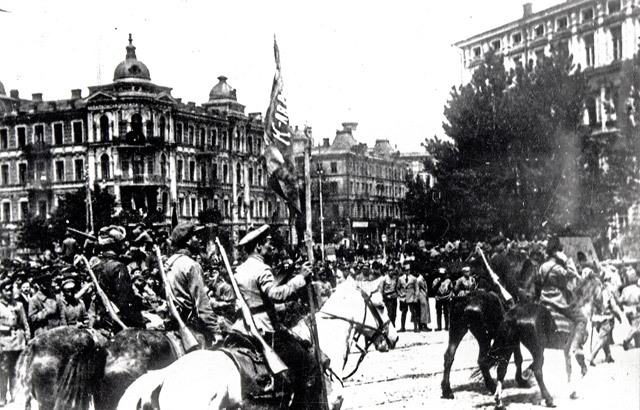
El Ejército Rojo entra en Kiev en 1920

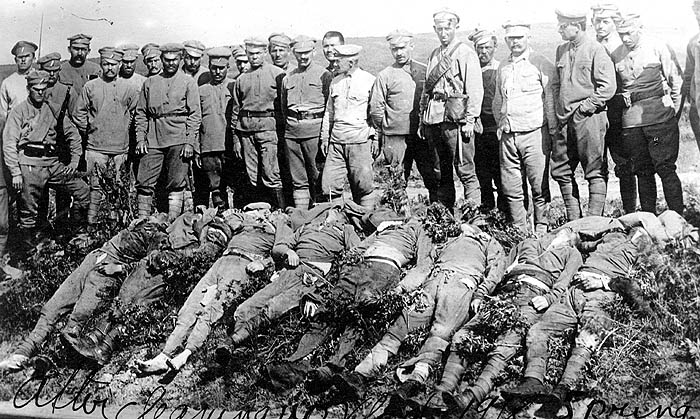
Soldados checos abatidos por los bolcheviques en Vladivostok durante la guerra civil rusa

Los soviéticos no siguieron la premisa alemana de suponer que la próxima guerra se decidiría tan rápidamente que podría librarse principalmente con el material producido antes del comienzo de la misma. Al contrario, desarrollaron sus fábricas de armamento bajo la suposición de que durante la guerra tendrían que reconstruir el material completo de las fuerzas terrestres y aéreas muchas veces. Esta suposición se demostró correcta durante los cuatro años de guerra.
La predominancia del enfoque en las operaciones móviles del Ejército Rojo a principios de los años 1930 fue enormemente entorpecida por la purga de oficiales realizada por Stalin. Como las nuevas doctrinas fueron asociadas con los oficiales a los que se había declarado enemigos del pueblo, el apoyo a las mismas disminuyó. Muchas grandes formaciones mecanizadas fueron disueltas, sus tanques distribuidos entre otras formaciones como apoyo a la infantería. Después de que la blitzkrieg alemana demostró su potencia en Polonia y Francia, el Ejército Rojo empezó un esfuerzo frenético para reconstruir los grandes cuerpos mecanizados, pero la tarea solo estaba parcialmente finalizada cuando la Wehrmacht atacó en 1941. Las enormes fuerzas de carros de combate, poderosas solo sobre el papel, fueron en su mayoría aniquiladas por los alemanes en los primeros meses de la Operación Barbarroja. Otro factor que contribuyó a la derrota inicial fue que el esfuerzo de rearme soviético había comenzado demasiado pronto, y en 1941 la mayoría del material soviético era obsoleto e inferior al de la Wehrmacht, con honrosas excepciones. 
En el periodo inicial de la guerra, frente a las pérdidas catastróficas, el Ejército Rojo redujo drásticamente sus formaciones blindadas, siendo la brigada de carros de combate el mayor tamaño de unidad blindada desplegada, y volvió a un tipo de operaciones más simple. No obstante, las revolucionarias doctrinas de los años 1930, modificadas por la experiencia en combate, fueron finalmente usadas con éxito en el frente a partir de 1943, después de que el Ejército Rojo recuperó la iniciativa.

## Despliegue práctico del ejército soviético

### Periodo de entreguerras

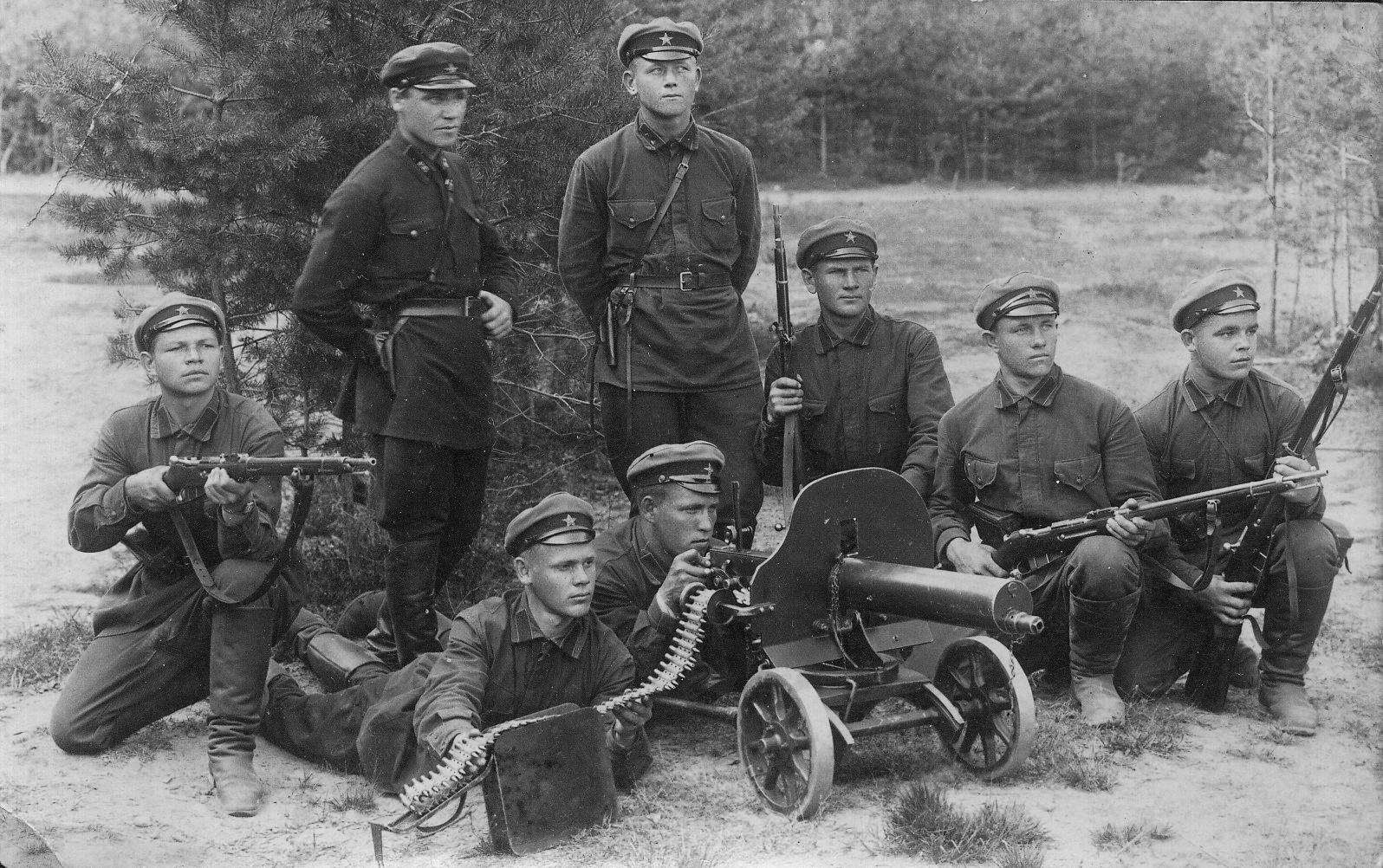
Soldados soviéticos durante la década de 1930

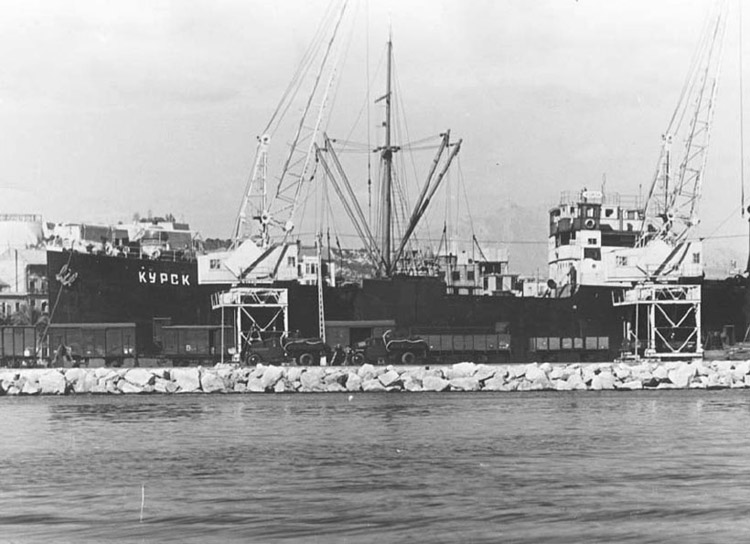
Desembarco de material militar soviético en Alicante durante la guerra civil española

Durante el período de entreguerras, tras la muerte de Lenin, la Unión Soviética se enredó en una lucha por la sucesión que oponía a Trotski y su política de la "revolución mundial" contra Stalin y su política de "socialismo en un solo país." Gracias a su control sobre el Partido y el apoyo que recibía del mismo y de la burocracia del estado, Stalin prevaleció, y Trotski fue cesado como comisario de guerra en 1925, lo que lo llevó a alejarse de la política de propagar la revolución en el extranjero en favor de centrarse en cuestiones nacionales y defender el país contra la posibilidad de una invasión extranjera.
Ansioso de eliminar a los partidarios militares y políticos de Trotski, Stalin dirigió la ejecución de ocho generales de alto rango entre 1935 y 1938 durante la Gran Purga. El principal entre ellos fue el Mariscal de campo Mijaíl Tujachevski, comandante en jefe de la invasión soviética de Polonia y considerado en general como uno de los estrategas con más talento del ejército soviético.
A pesar de las políticas aislacionistas de Stalin, y aunque las fronteras de la Unión Soviética permanecerían estáticas durante quince años después de la muerte de Lenin, los soviéticos continuaron involucrándose en asuntos internacionales, y el Comintern fue decisivo en la creación de los partidos comunistas de China en 1921 e Indochina en 1930. Adicionalmente, el Ejército Rojo jugó un papel muy importante en la guerra civil española, suministrando más de 1000 aeronaves, 900 carros de combate, 1500 piezas de artillería, 300 coches blindados, cientos de miles de armas de fuego y 30 000 toneladas de munición a la causa Republicana, mientras que el otro bando, el de los monárquicos y franquistas, era apoyado por las fuerzas militares de Alemania e Italia.
La participación soviética en la guerra civil española estuvo muy influida por la tensión creciente entre Stalin y Adolf Hitler, líder de la Alemania nazi y partidario de las fuerzas fascistas de Francisco Franco. Las relaciones entre nazis y soviéticos se vieron reducidas por el odio personal de Hitler a la gente del Este de Europa y por la larga enemistad ideológica entre el fascismo y el comunismo. El conflicto armado directo entre Alemania y la Unión Soviética fue retrasado por la firma del Pacto Ribbentrop-Mólotov el 23 de agosto de 1939 que, de acuerdo con el Protocolo Adicional Secreto, esencialmente dividía las naciones del Europa del Este en dos esferas de influencia, una para los soviéticos y otra para los nazis. Como resultado de este pacto, el Ejército Rojo lanzaría una invasión de Polonia y de Besarabia y norte de Bucovina durante los primeros meses de la Segunda Guerra Mundial. 
Stalin seguía temiendo un ataque nazi y el 30 de noviembre de 1939 anunció la invasión de Finlandia en un esfuerzo por usar el territorio finés como una zona de separación entre Alemania y el corazón de la Rusia industrial. La Guerra de Invierno resultó desastrosa para el ejército soviético. El Ejército Rojo, que estaba aún sintiendo la herida de las purgas de Stalin y se encontraba privado de recursos industriales e intelectuales, sufrió una serie de derrotas vergonzantes antes de aceptar el armisticio el 13 de marzo de 1940. Como resultado directo de la agresión soviética la Unión Soviética fue expulsada de la Sociedad de Naciones el 14 de diciembre de 1939.
En la frontera del Extremo oriente soviético las fuerzas del Ejército Rojo mantuvieron una Guerra no declarada contra los japoneses entre 1932 y 1939, que daría lugar a la decisiva Batalla de Jaljin Gol donde los soviéticos se impusieron claramente a los japoneses. Esta victoria puso fin a los conflictos fronterizos con las fuerzas japonesas de Manchukuo y provocó que los japoneses abandonaran sus planes de atacar a la Unión Soviética durante la Segunda Guerra Mundial, centrando sus esfuerzos en el Pacífico.

### Segunda Guerra Mundial
El Pacto Ribbentrop-Mólotov de agosto de 1939 estableció un acuerdo de no agresión entre la Alemania nazi y la Unión Soviética, y el Protocolo Adicional Secreto describió cómo se dividirían entre ellos Polonia y los países bálticos. Mediante las invasiones de Polonia por la Alemania nazi así como por la Unión Soviética las dos potencias dividieron y se repartieron el país en septiembre de 1939. En junio de 1940 la Unión Soviética anexó Estonia, Letonia y Lituania.

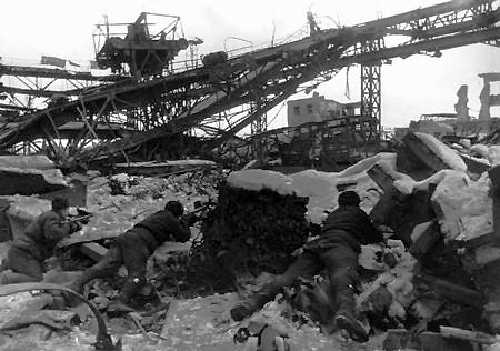
Soldados soviéticos combatiendo en las ruinas de la fábrica Octubre Rojo durante la batalla de Stalingrado

El Ejército Rojo tuvo poco tiempo para corregir sus numerosas deficiencias antes de que la Alemania nazi atravesara la frontera soviética el 22 de junio de 1941, en las primeras fases de la Operación Barbarroja. El pobre rendimiento de la Unión Soviética en la Guerra de Invierno contra Finlandia animó a Hitler a ignorar los términos del Pacto Ribbentrop-Mólotov y tomar al Ejército Rojo por sorpresa. Durante las primeras fases de la ofensiva, el ejército soviético fue forzado a retirarse o quedarse y ser capturado o muerto, cambiando territorio por tiempo mientras sufría un asombroso número de bajas. 
Finalmente los soviéticos consiguieron frenar la blitzkrieg de la Wehrmacht, parando la ofensiva nazi en diciembre de 1941 a las puertas de Moscú. El Ejército Rojo lanzó entonces una poderosa contraofensiva de invierno que empujó al enemigo lejos de la capital. A principios de 1942, los debilitados ejércitos del eje abandonaron su marcha hacia Moscú y dirigieron su eje de avance hacia el sur, en dirección al Cáucaso y el río Volga. Esta nueva ofensiva, a su vez, perdió ímpetu en el otoño de 1942, permitiendo a las fuerzas soviéticas recuperar la iniciativa con una contraofensiva devastadora sobre las sobreextendidas líneas enemigas. El Ejército Rojo rodeo y destruyó una considerable cantidad de fuerzas alemanas en la Batalla de Stalingrado, que finalizó en febrero de 1943 e invirtió el curso de toda la guerra en el este. Hubo enormes pérdidas en las tropas de ambos bandos durante esta fase de la campaña, pero especialmente para la URSS con millones de bajas en las batallas de Moscú y Stalingrado.

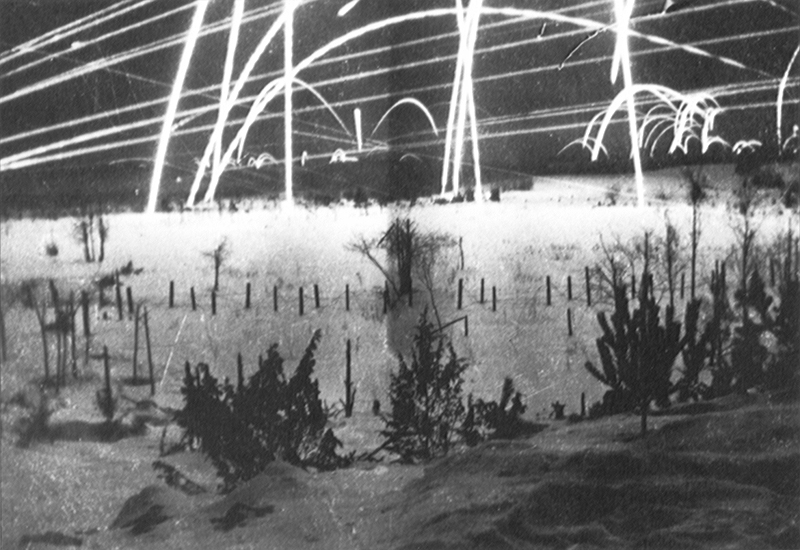
Combates en la frontera soviético-finlandesa durante la Guerra de Invierno en 1939

En el verano de 1943, después de la Batalla de Kursk, el Ejército Rojo recuperó la iniciativa estratégica, y la mantuvo durante el resto de la guerra. Todo el territorio soviético fue liberado de la ocupación alemana en 1944. Tras haber llevado al ejército alemán fuera de Europa del Este, en mayo de 1945 el Ejército Rojo lanzó el asalto final en Berlín que supuso el fin de la Segunda Guerra Mundial en Europa (véase Día de la Victoria en Europa). La mayoría de Alemania e incluso partes de la URSS fueron devastadas por el avance de las tropas del Ejército Rojo como resultado de una política agresiva de "tierra quemada"; durante dicho avance, las tropas soviéticas cometieron desmanes y saqueos contra la población civil alemana, así como una campaña de violaciones sistemática, sin precedentes en la historia por su extensión. Una vez Alemania fue derrotada, el Ejército Rojo se unió a la guerra contra Japón, y en el verano de 1945 llevó a cabo una ofensiva contra las fuerzas japonesas apostadas en el norte de Manchuria. El Ejército Rojo resultó ser en la guerra el ejército terrestre más poderoso de la historia con cinco millones de soldados, y más tanques y artillería que todos los otros países juntos. Su nombre fue cambiado a Ejército Soviético.
La Alemania nazi perdió más del 80% de sus mejores tropas mientras luchaba contra la Unión Soviética, pero la derrota de la Wehrmacht vino, no obstante, con el coste de siete millones de soldados y quizá 20 millones de civiles muertos, siendo de lejos las pérdidas más altas de cualquier país durante la guerra. Se cree que este es uno de los números de víctimas mortales más altos de cualquier conflicto militar. Sin embargo, el país que tuvo más víctimas como porcentaje de su población fue Polonia, país invadido por Alemania nazi y Unión Soviética al inicio de la guerra: más del 16 % (Anexo:Víctimas de la Segunda Guerra Mundial).

### La Guerra Fría y las fuerzas convencionales

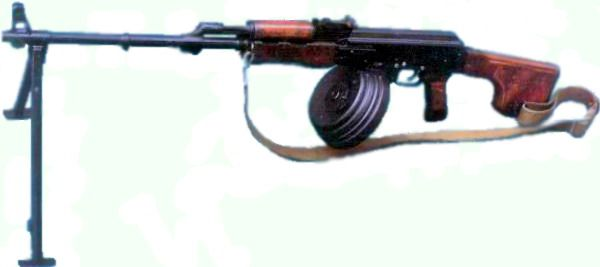
La ametralladora ligera RPK es típica de la influencia del Ejército Rojo en el mundo después de la guerra. Está basada en el fusil de asalto AK-47, que al final efectuaría un cambio en los diseños futuros de fusiles y en los métodos de la guerra moderna.

Al final de la Segunda Guerra Mundial, la Unión Soviética tuvo un ejército profesional de 10 a 13 millones de hombres. Indudablemente, durante la Guerra Fría, el Ejército Rojo era de lejos el más numeroso que cualquier otro país. Inmediatamente después de la rendición de Alemania, este número fue reducido a cinco millones; esta disminución era indicativa no de la disminución de interés en el ejército soviético sino un creciente interés en establecer unas fuerzas armadas más modernas y móviles. Esta política resultó en la introducción de 1951 de la AK-47, diseñada cuatro años antes como una mejora del subfusil que se suministraba a la infantería soviética con una fuente dura y fiable de poder de fuego de corto alcance. También importante fue la introducción en 1967 del BMP-1, el primer vehículo de combate de infantería encargado por cualquier fuerza armada en el mundo. Estas innovaciones ayudarían a dirigir el curso de las operaciones militares soviéticas durante toda la Guerra Fría.

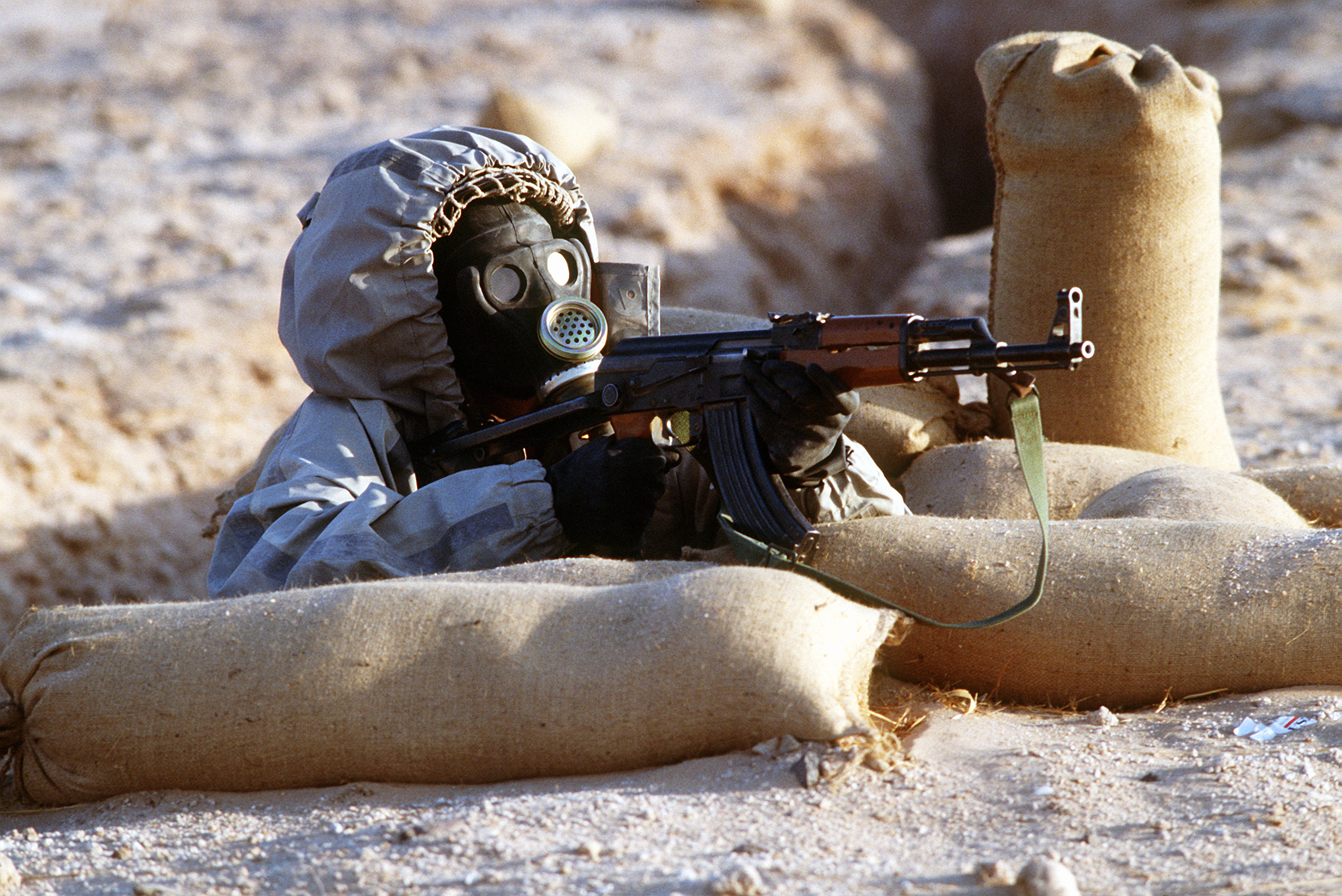
El fusil de asalto soviético AK-47 está considerada el arma de fuego más utilizada en la historia moderna

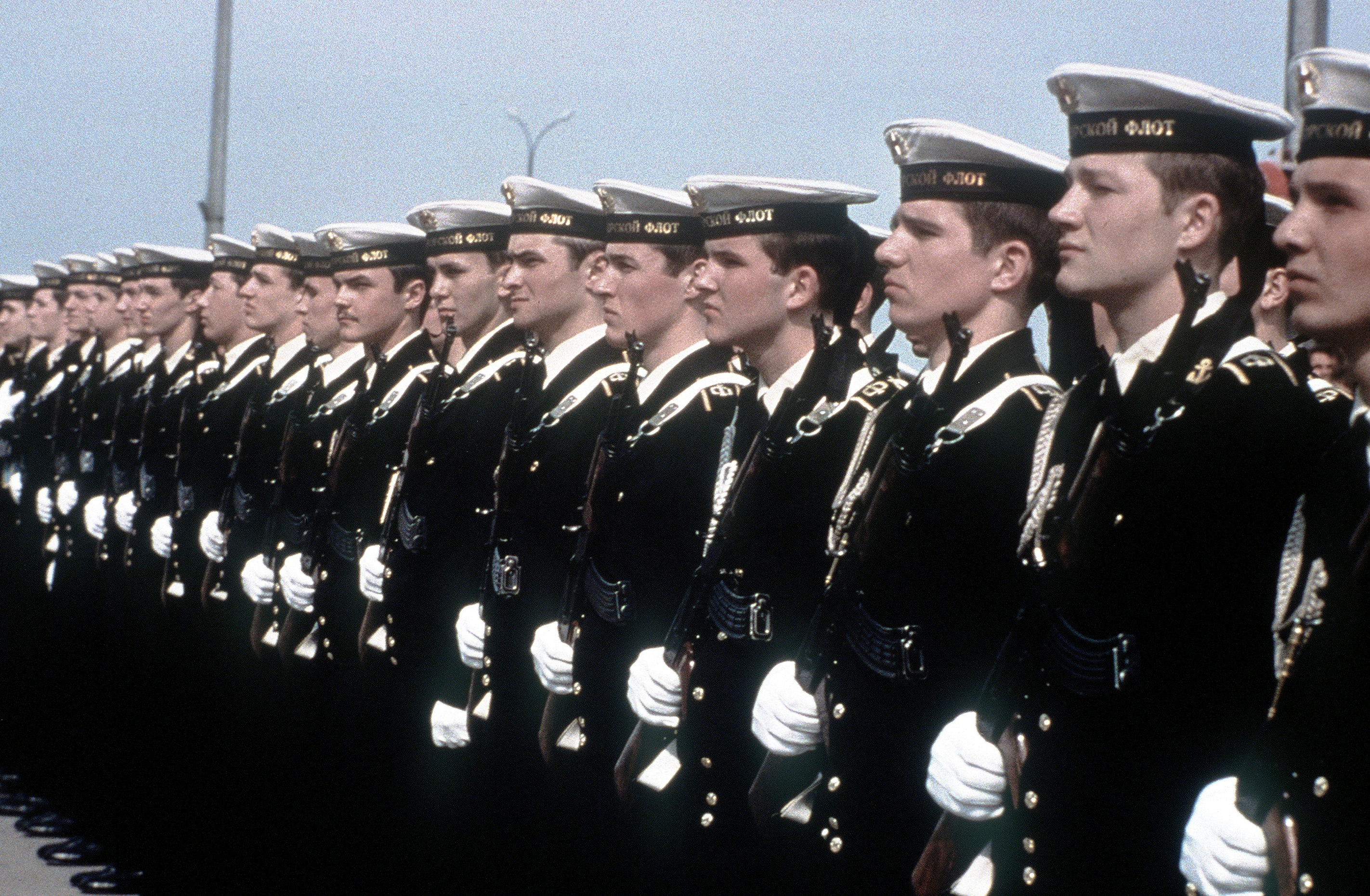
Marineros de la armada soviética en 1982

Muchas de las fuerzas soviéticas que combatieron para liberar los países de Europa del Este del control nazi permanecieron en la región incluso después de la rendición de Alemania de 1945. Consciente de la vulnerabilidad de la Unión Soviética a la invasión del oeste, Stalin usó esta ocupación militar para establecer estados satélites, creando una zona de separación entre Alemania y la Unión Soviética. Los soviéticos rápidamente se convirtieron en una enorme influencia política y económica en la región y la Unión Soviética activamente ayudó a los partidos comunistas locales a llegar al poder. En 1948, siete países de Europa del Este tenían gobiernos comunistas.
En este escenario, la Guerra Fría surgió de un conflicto entre Stalin y el presidente de Estados Unidos Harry S. Truman sobre el futuro de Europa del Este durante la Conferencia de Potsdam de 1945. Truman acusó a Stalin de traicionar el acuerdo hecho en la Conferencia de Yalta. Con la Europa del Este bajo la ocupación del Ejército Rojo, la Unión Soviética permaneció inflexible en contra del intento de Truman de parar la expansión comunista, y en 1955 introdujo en Moscú el Pacto de Varsovia para contrarrestar la alianza Oeste de la OTAN. 
El poder del ejército convencional mostró su influencia continuada cuando la Unión Soviética usó sus tropas para invadir Hungría en 1956 y Checoslovaquia en 1968 para ahogar las aspiraciones democráticas de su gente y mantener estos países dentro del sistema de alianzas soviético. La Unión Soviética y las fuerzas del Oeste, lideradas por los Estados Unidos, afrontaron un número de puntos muertos que amenazaron en convertirse en conflictos activos, como el Bloqueo de Berlín de 1948-1949 y la Crisis de los misiles de Cuba de 1962, que vio "halcones" en ambos bandos empujar los rivales respectivos más cerca hacia la guerra debido a políticas arriesgadas. Esta actitud fue suavizada por temor a conflictos nucleares y deseos entre moderados para détente.

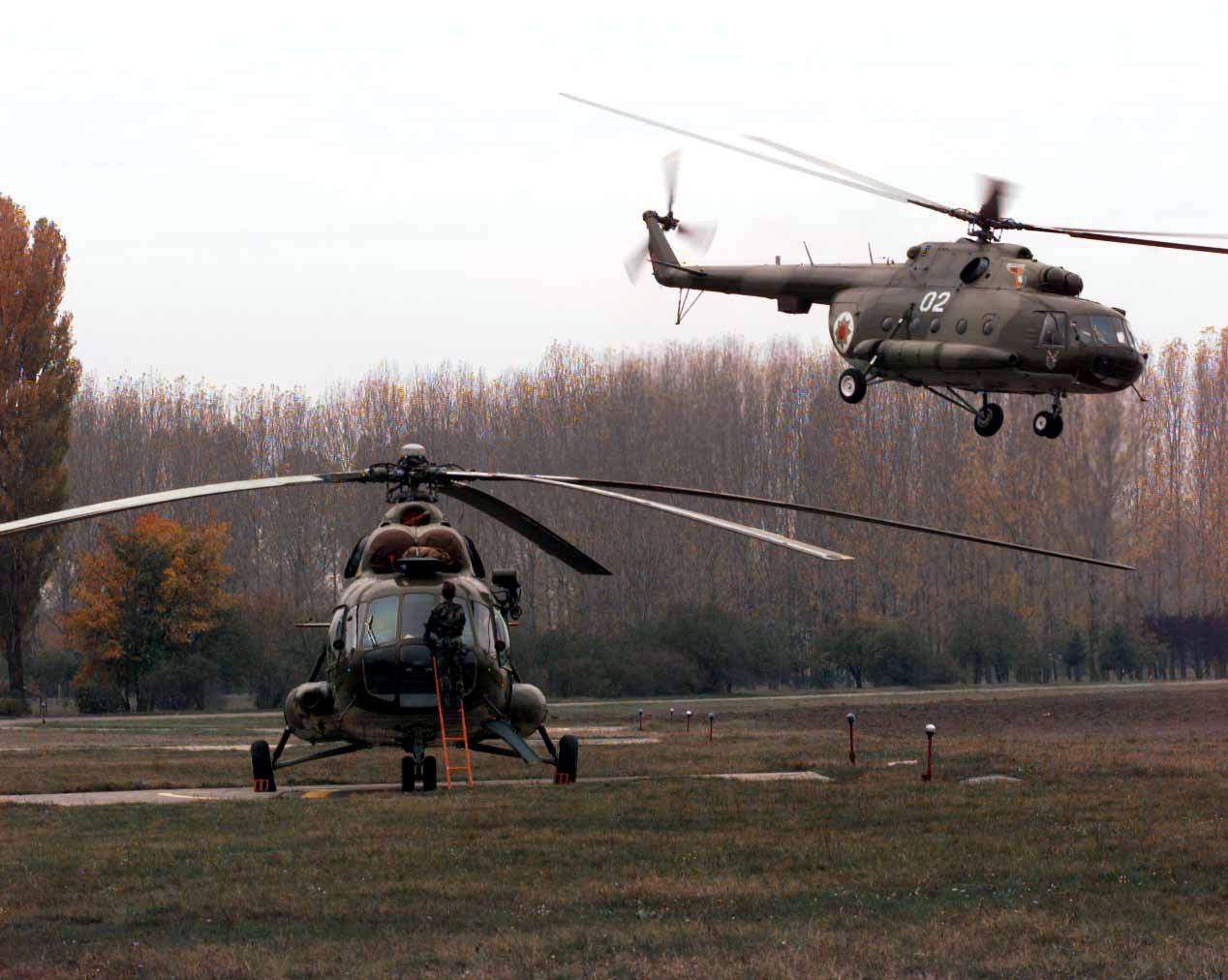
Dos helicópteros Mil Mi-17 de fabricación soviética en 1996 pertenecientes a la Fuerza Aérea Moldava

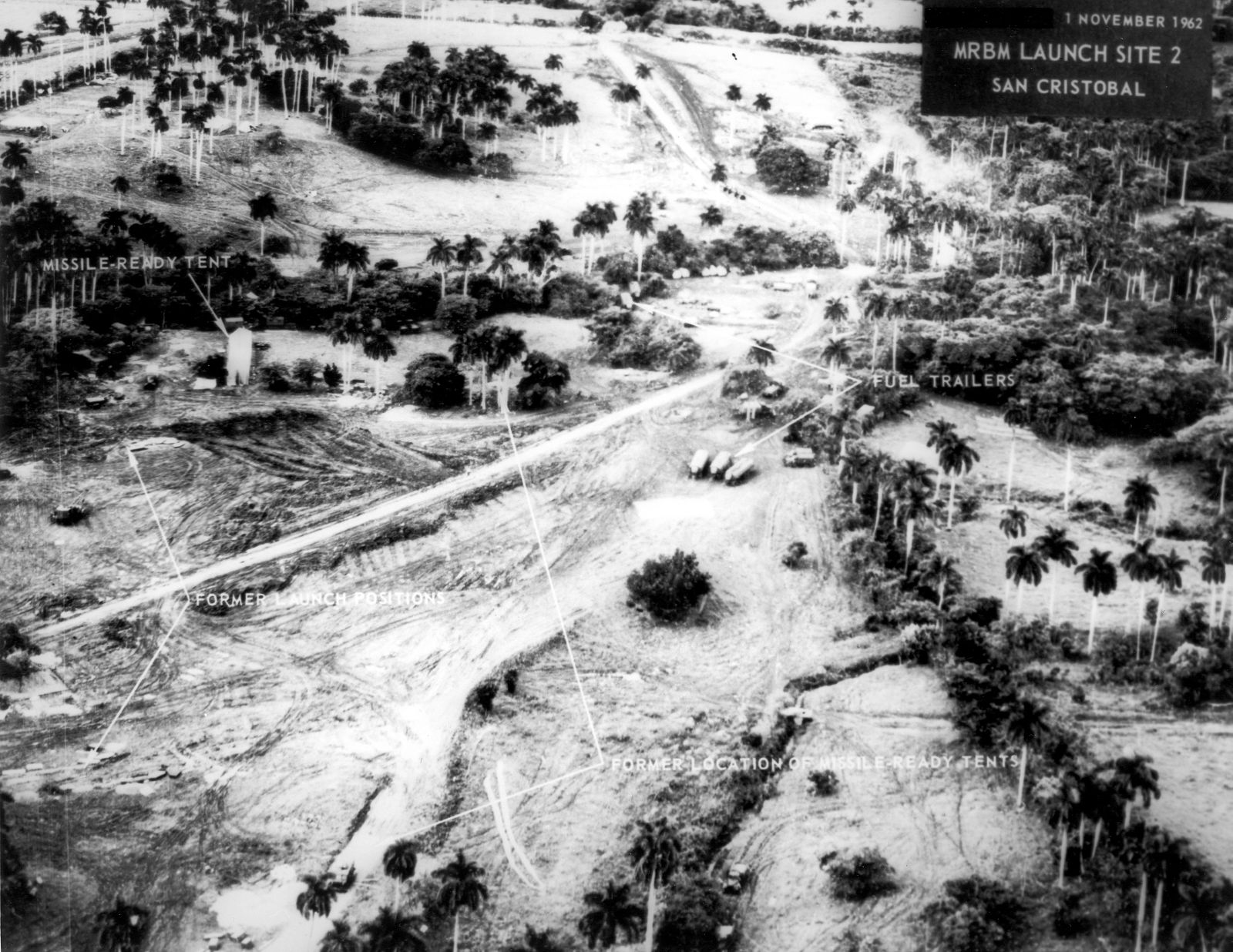
Fotografía tomada desde un avión espía U-2 de los silos de misiles soviéticos estacionados en Cuba en 1962 que dio lugar a la Crisis de los misiles

Bajo el liderazgo de Nikita Jrushchov, las relaciones soviéticas con la Yugoslavia de Josip Broz Tito fueron finalmente reparadas con la disolución de 1956 del Cominform. Esta decisión generó una desavenencia más entre la Unión Soviética y la República Popular China, un estado comunista vecino que sintió que los soviéticos estaban regresando a la lucha fundamental marxista-leninista por el triunfo mundial del comunismo. Esta ruptura Sino-Soviética estalló en 1967 cuando la Guardia Roja asedió la embajada soviética en Pekín. Hubo más conflictos en 1969 a lo largo de la frontera Sino-Soviética.
La tensión entre las fuerzas políticas en Moscú y Pekín influirían mucho la política asiática durante los años 1960 y 1970, y un microcosmo de la ruptura Sino-Soviética surgió cuando el por entonces Vietnam alineado con los soviéticos de la época final de Hồ Chí Minh invadió la Camboya pro-china de Pol Pot en 1978. Los soviéticos se habían asegurado la lealtad del Vietnam y Laos a través de una agresiva campaña de ayuda política, económica y militar – la misma táctica que permitió a la Unión Soviética competir con los Estados Unidos en una carrera por establecerse como soberanos neocoloniales de los estados recientemente independientes de África y el Oriente Medio. Las amplias ventas de armas hicieron de las armas como la AK-47 y el tanque T-55 iconos de las guerras contemporáneas entre Israel y sus vecinos árabes.
También fue significante la declaración de 1968 de la Doctrina Brézhnev que oficialmente afirmaba el derecho de la Unión Soviética de intervenir en los asuntos internos de otras naciones con el fin de proteger el socialismo de las fuerzas opositoras capitalistas. Esta doctrina fue usada para justificar la entrada de un contingente militar en Afganistán en 1979. En Afganistán las fuerzas soviéticas lucharon contra la oposición de los muyahidines, compuestos de simpatizantes islamistas y apoyados por la CIA. Combatiendo una oposición que dependía de tácticas de guerrillas y guerra asimétrica, la enorme maquinaria de guerra soviética resultó incapaz de conseguir victorias decisivas y la campaña entera rápidamente se volvió en un cenagal no diferente del que los Estados Unidos afrontaron una década antes en la guerra de Vietnam. Después de diez años de combate con el coste de aproximadamente 20.000 millones de dólares cada año (en dólares estadounidenses de 1986) y 15.000 bajas soviéticas, Mijaíl Gorbachov se rindió ante la opinión pública y ordenó la retirada de las tropas a principios de 1989.

### La Guerra Fría y las armas nucleares
La Unión Soviética probó su primera bomba atómica con el nombre en código "Primer relámpago" el 29 de agosto de 1949, solo cuatro años después de los bombardeos atómicos sobre Hiroshima y Nagasaki, sorprendiendo a muchos comentaristas occidentales que habían esperado que el monopolio de los Estados Unidos duraría algún tiempo más. Pronto se reveló que el proyecto soviético de la bomba atómica había recibido una considerable cantidad de información de espionaje sobre el tiempo de guerra del Proyecto Manhattan, y que su primera bomba fue en gran parte una copia deliberada del modelo "Fat Man" de los Estados Unidos. Desde finales de los años 1940, las fuerzas armadas soviéticas se centraron en adaptarse a la Guerra Fría en la era de las armas nucleares alcanzando la paridad con los Estados Unidos en armas nucleares estratégicas.

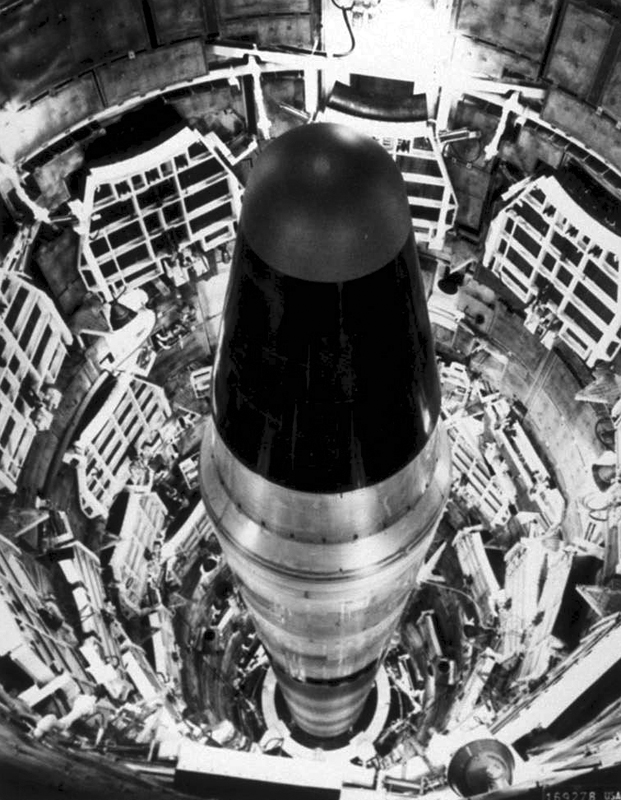
ICBM del tipo Titán II de fabricación estadounidense en servicio con la Fuerza Aérea estadounidense entre 1962 y 1986

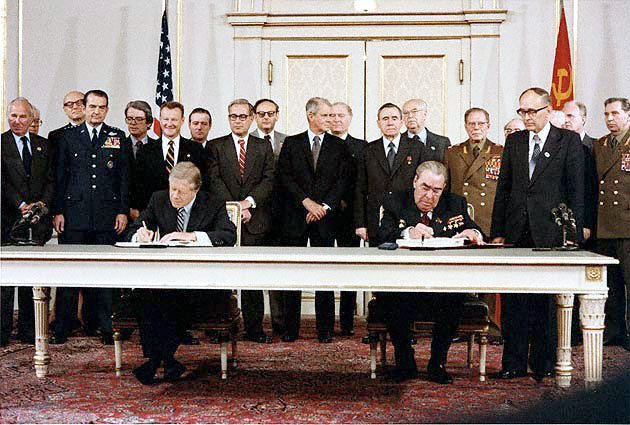
Firma por Leonid Brézhnev y Jimmy Carter de los acuerdos SALT II el 18 de junio de 1979

Aunque la Unión Soviética había propuesto varios planes de desarme nuclear después del desarrollo estadounidense de armas atómicas en la Segunda Guerra Mundial, la Guerra Fría vio a los soviéticos en el proceso de desarrollar y desplegar armas nucleares a pleno rendimiento. No sería hasta los años 1960 que los Estados Unidos y la Unión Soviética finalmente acordarían prohibir el aumento de armas en la Antártida y las pruebas de armas nucleares en la atmósfera, espacio sideral y bajo el agua.
A finales de 1960, la Unión Soviética había alcanzado una paridad aproximada con los Estados Unidos en algunas categorías de armamento estratégico, y en ese tiempo se ofreció para negociar los límites en el despliegue de armas nucleares estratégicas. La Unión Soviética deseaba obligar a Estados Unidos el despliegue de un sistema de misiles antibalísticos y retener la capacidad de colocar vehículos de reentrada múltiple contra objetivos independientes (MIRVs).
Las conversaciones soviético-americanas sobre la limitación de armas estratégicas comenzaron en noviembre de 1969 en Helsinki. El acuerdo provisional firmado en Moscú en mayo de 1972 congeló los niveles existentes de despliegue de misiles balísticos intercontinentales y reguló el crecimiento de los misiles balísticos lanzables desde submarinos. Como parte del proceso de conversaciones sobre la limitación de armas estratégicas, el Tratado sobre Misiles Antibalísticos fue también firmado.
Los acuerdos de las conversaciones sobre la limitación de armas estratégicas fueron considerados generalmente en Occidente como codificadores del concepto de destrucción mutua asegurada o disuasión. Los EE. UU. y la Unión Soviética reconocieron su vulnerabilidad mutua a la destrucción masiva, sin importar qué estado lanzaba las armas nucleares primero. Un segundo acuerdo de las conversaciones sobre la limitación de armas estratégicas fue firmado en junio de 1979 en Viena. Entre otras precauciones, pusieron un techo en conjunto de lanzamisiles ICBM y SLBM. El segundo acuerdo de las conversaciones sobre la limitación de armas estratégicas nunca fue ratificado por el Senado de los Estados Unidos, en gran parte por la interrupción de la détente a finales de 1970 y principios de 1980.
Según se cree, hubo un tiempo en que la Unión Soviética mantuvo el arsenal nuclear más grande en el mundo, pero no hay datos fiables que lo confirme. Según cálculos aproximados por el Natural Resources Defense Council, el pico de aproximadamente 45.000 cabezas nucleares se alcanzó en 1986. Aproximadamente 20.000 de estas se creyó que eran armas nucleares tácticas, reflejando la doctrina del Ejército Rojo que favoreció el uso de estas armas si la guerra llegaba a Europa. El resto (aproximadamente 25.000) fueron ICBM estratégicos. Estas armas fueron consideradas de naturaleza ofensiva y defensiva.

## El complejo industrial militar y la economía

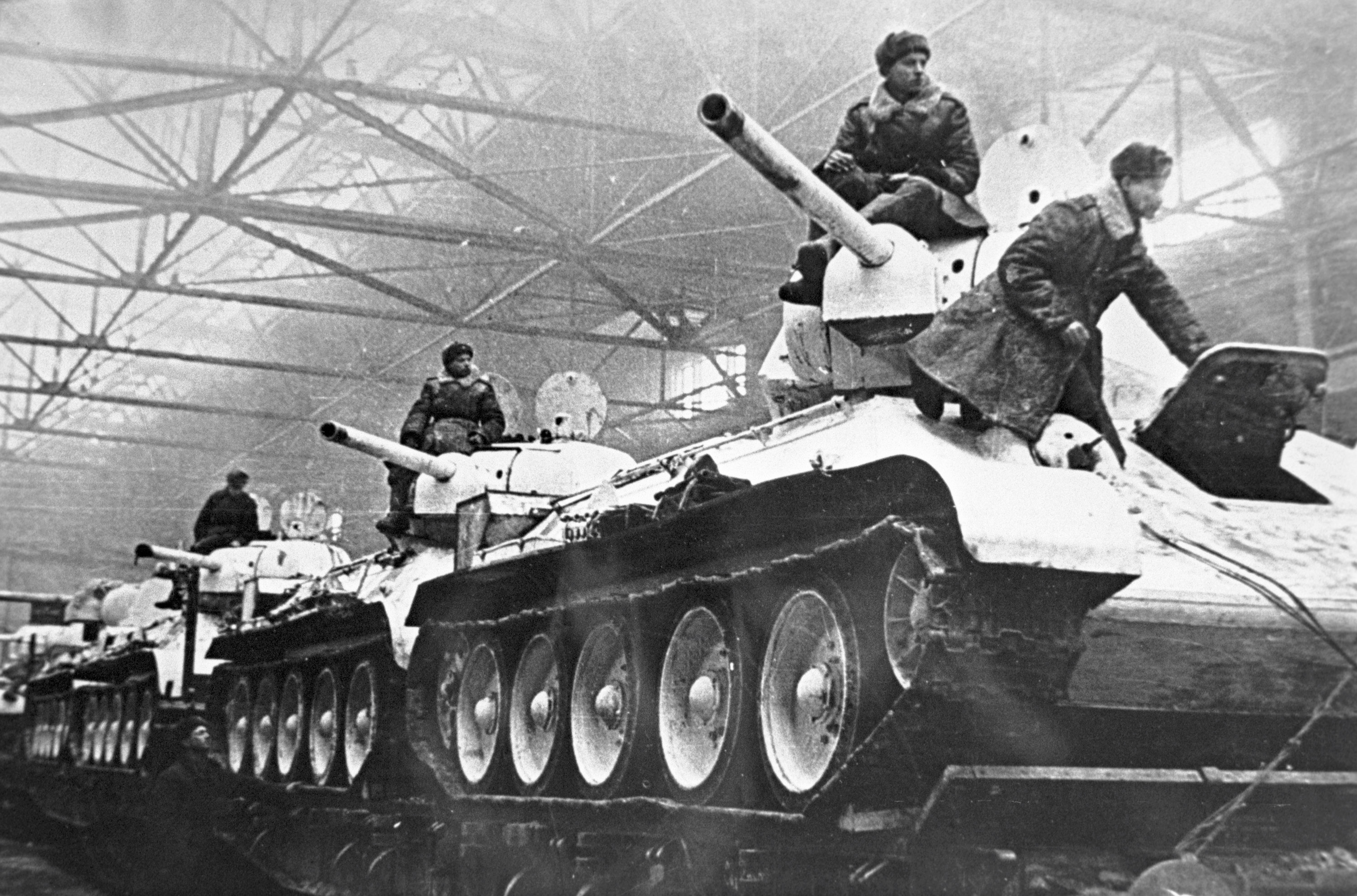
Fabricación de tanques T-34 en la planta de Uralmash en 1942

Con las excepciones de Jrushchov y de Gorbachov, los líderes soviéticos desde finales de los años 1920 han dado más importancia a la producción militar que a la economía civil. La alta prioridad que se le dio a la producción militar hacía posible que las empresas militares captaran al mejor personal de la industria civil, los mejores materiales y produjeran así material militar de los más avanzados del mundo. Sin embargo, a finales de los años 1980, Gorbachov transfirió parte de los contratos militares al sector civil de la economía en un esfuerzo para llevarla a los niveles de eficiencia de la industria militar.
La integración del partido, el gobierno y los militares en la Unión Soviética era más evidente en el área de la producción industrial relacionada con la defensa. El Comité de planificación del estado, era quien supervisaba el envío de suministros y recursos para las industrias militares. El consejo de defensa tomaba decisiones sobre el desarrollo y producción de los principales armamentos. El departamento de industria de Defensa del Comité Central del Partido Comunista de la Unión Soviética supervisaba todas las industrias militares como el agente ejecutor del Consejo de Defensa. Dentro del gobierno, el jefe de gabinete del Consejo de Ministros dirigía la Comisión de Industria Militar, encargada de coordinar las actividades de muchos ministerios industriales, comités de estado, organismos de investigación y desarrollo, así como de fábricas y empresas que diseñaban y fabricaban equipos militares. 
A finales de los años 1980 la Unión Soviética dedicaba un cuarto de sus ingresos netos al sector de defensa (en aquella época, en Occidente se pensaba que el porcentaje no excedía el 15%). En su mejor momento, la industria militar empleaba a uno de cada cinco adultos en la Unión Soviética. En algunas regiones de Rusia, hasta la mitad de los puestos de trabajo estaban en las empresas militares. (La cifra correspondiente par los Estados Unidos era de aproximadamente uno de cada dieciséis puestos de trabajo en el sector militar). En 1989, un cuarto de la población ejercía actividades militares, sirviendo en el ejército, trabajando para la industria militar o siguiendo entrenamiento militar para civiles.

## El colapso de la Unión Soviética
El caos político y económico de finales de los años 80 y principios de los 90 produjo la desintegración del Pacto de Varsovia y la disolución de la Unión Soviética. La liberalización acelerada de la economía rusa tuvo un enorme impacto negativo en la fuerza y en la financiación de su ejército. En 1985, el ejército soviético contaba con unos 5,3 millones de hombres, pero para 1990, la cifra había bajado a 4 millones. Al momento de la disolución, las fuerzas conjuntas de la Federación de Rusia solo llegaban a 2,7 millones de hombres. La mayor parte de este descenso ocurrió en el período entre 1989 y 1991.

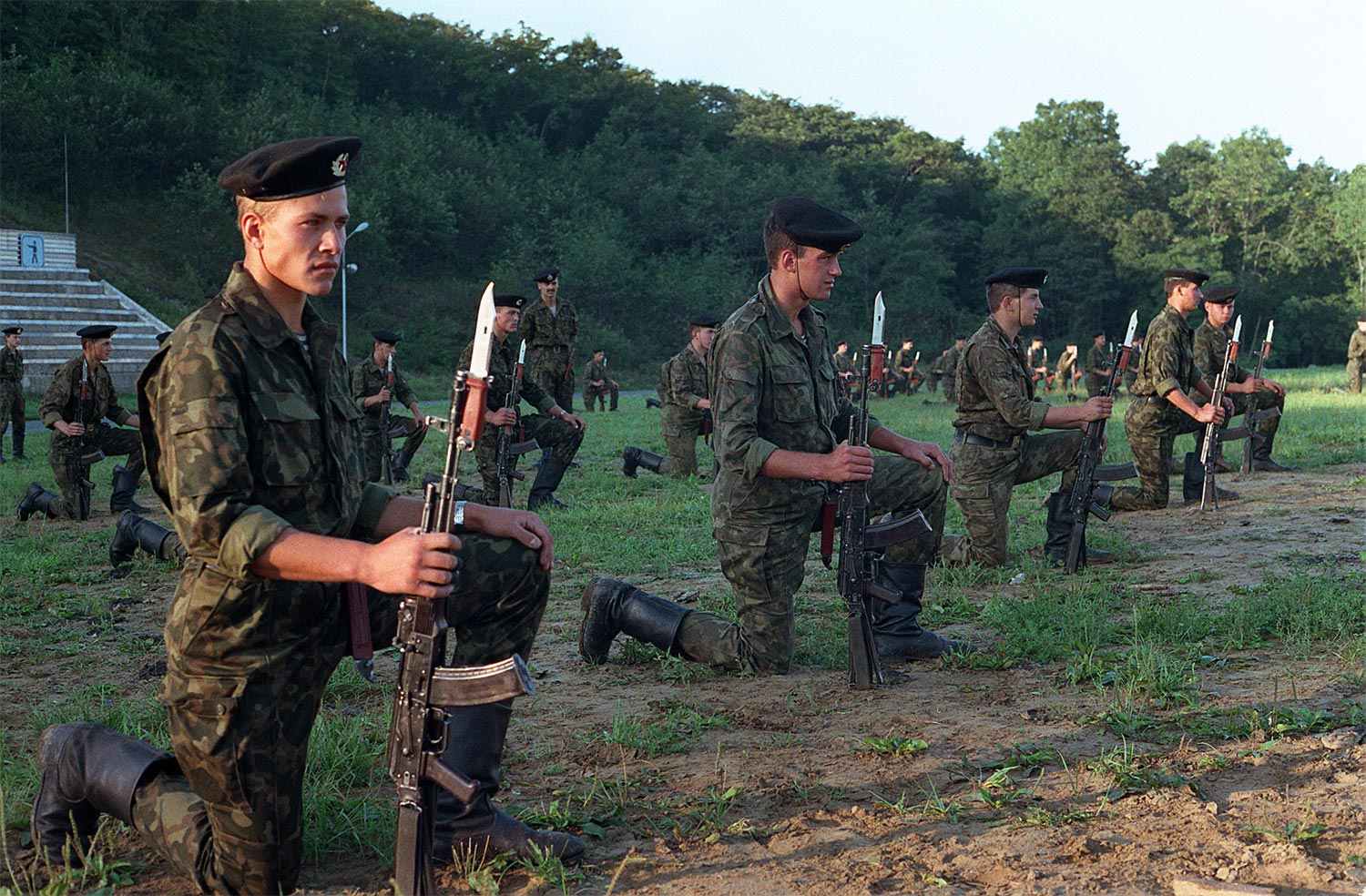
Infantes de marina soviéticos realizan un desfile en Vladivostok en septiembre de 1990.

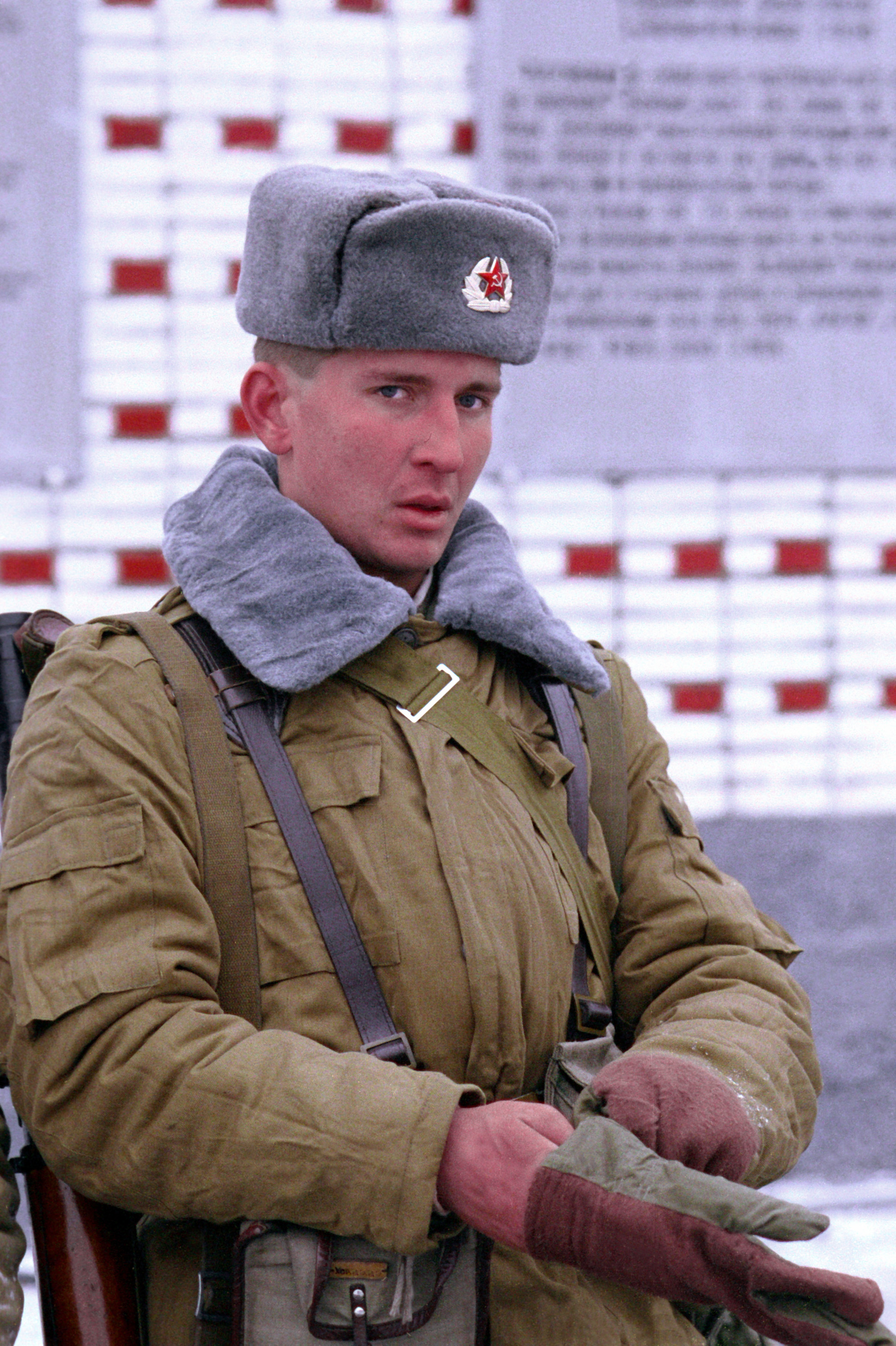
Soldado de la División Tamánskaya, enero de 1992

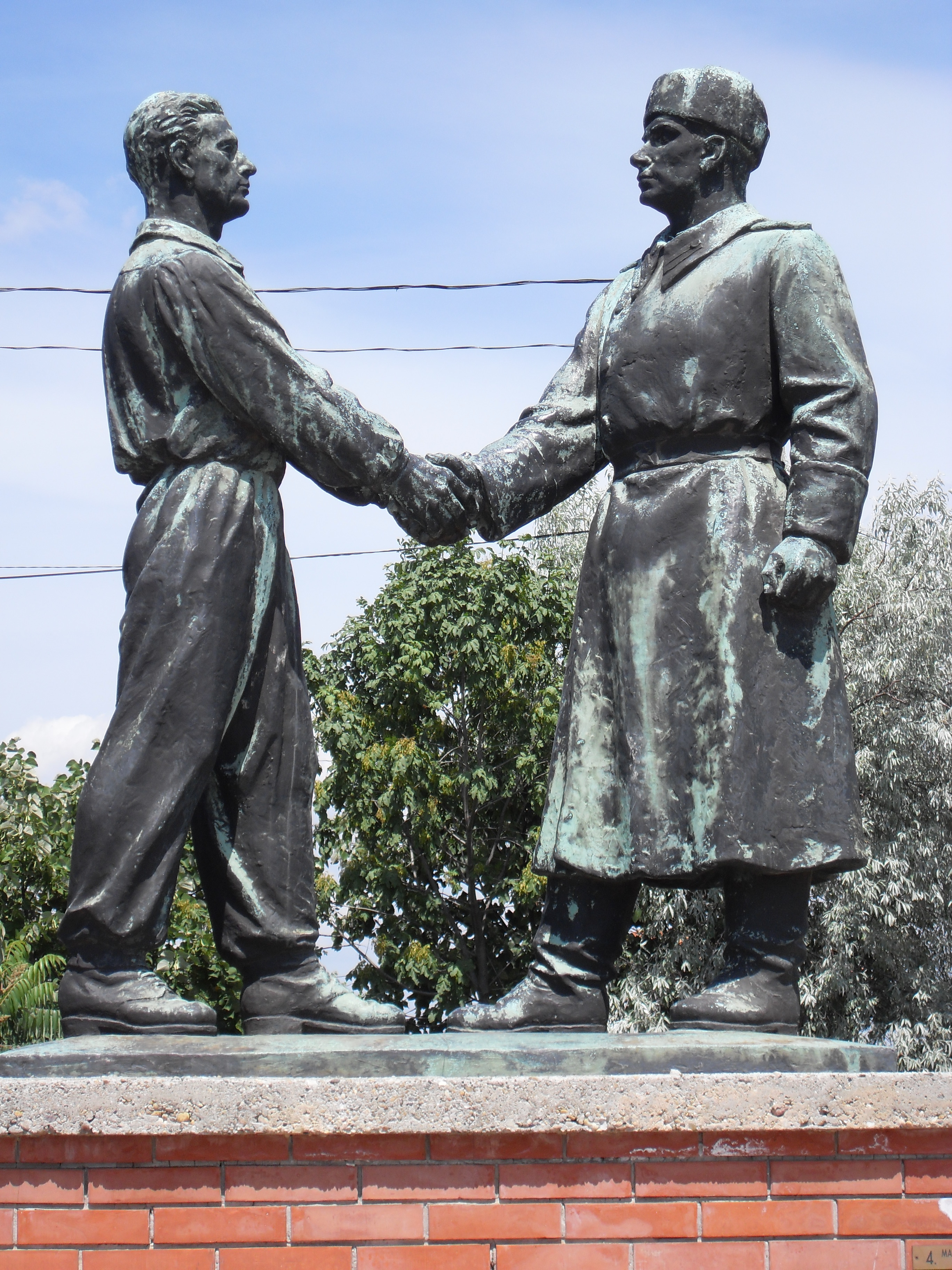
Monumento en memoria de la amistad húngaro-soviética tras la Revolución húngara

La primera parte de esta disminución fue decidida y anunciada por el gobierno de Gorbachov en diciembre de 1988; estas reducciones continuaron como resultado del colapso del Pacto de Varsovia y en cumplimiento de los tratados CFE. La segunda razón para esta disminución fue la amplia resistencia a prestar servicio militar que se desarrolló cuando la política de la  glásnost permitió conocer al público las condiciones dentro del Ejército Soviético y la amplitud de los abusos contra soldados en servicio.  

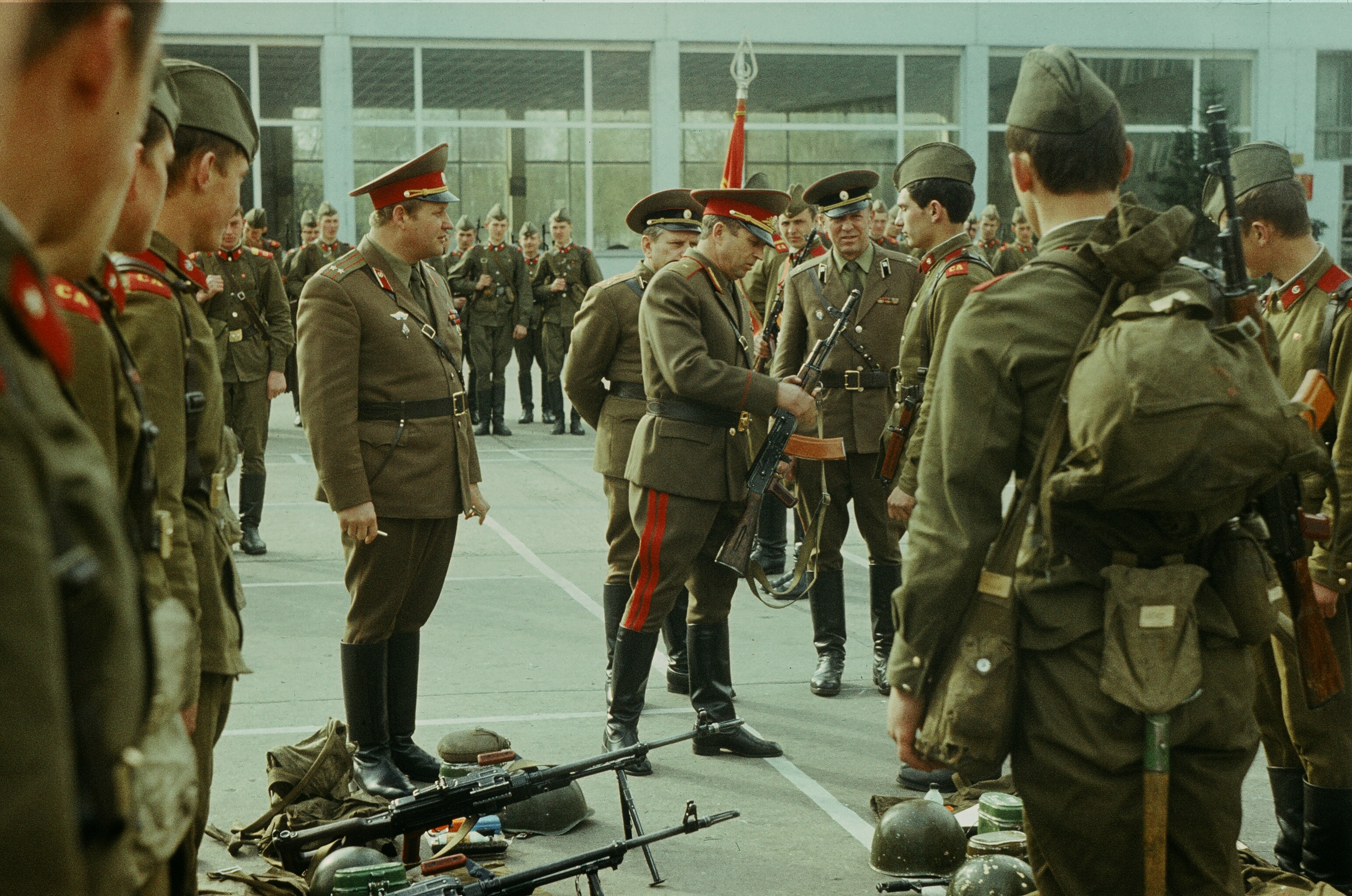
Inspección de armas en el Grupo de Fuerzas Soviéticas en Alemania, Berlín, 1981

Mientras la Unión Soviética se encaminaba hacia la desintegración en 1991, la actuación del enorme sector militar soviético fue débil y poco efectiva para mantener el agonizante sistema soviético. Los militares participaron en el control de protestas en el Cáucaso y en Asia central, pero su actuación fue considerada como poco efectiva en la restitución del orden. El 9 de abril de 1989, el ejército, junto con las unidades del MVD, produjeron una masacre de cerca de 190 manifestantes en Tiflis, Georgia. Durante la siguiente crisis importante, en Azerbaiyán, el Ejército Soviético entró por la fuerza en Bakú, entre el 19 y el 20 de enero de 1990, quitando el gobierno establecido y supuestamente matando a cientos de civiles. El 13 de enero de 1991, fuerzas soviéticas atacaron la radio y televisión estatal y la torre de retransmisión en Vilna, Lituania, ambas bajo control opositor, matando a 14 personas e hiriendo otras 700. Esta acción fue percibida por muchos como un caso de uso desmedido de la fuerza con pocos resultados obtenidos.
En los momentos cruciales del intento de golpe de Estado en agosto de 1991, que se considera como el último intento de la línea dura soviética para impedir la división del Estado, algunas unidades militares entraron en Moscú para actuar contra Borís Yeltsin, pero al final se negaron a cruzar entre los manifestantes que rodeaban el edificio del Parlamento Ruso. Para ese momento el liderazgo del Ejército Soviético ya había tomado partido por las reformas de Gorbachov y Yeltsin, condenando así el antiguo orden.
Al disolverse oficialmente la Unión Soviética el 25 de diciembre de 1991, el Ejército soviético quedó en un limbo. Durante año y medio se intentó mantenerlo unido y reorganizarlo como el ejército de la Comunidad de Estados Independientes, pero estos intentos fallaron. Las unidades con sede en Ucrania y en otras repúblicas ya separadas optaron por jurar lealtad a los nuevos gobiernos nacionales y se establecieron tratados para repartir los bienes del antiguo Ejército Rojo. A mitades de marzo de 1992, Yeltsin se autodesignó ministro de Defensa, dando un paso definitivo hacia la creación de las nuevas Fuerzas Armadas de la Federación de Rusia, englobando lo que quedaba de las unidades militares antes existentes. Los últimos restos de la antigua estructura de comando soviético fueron finalmente disueltos en 1993.
En los años siguientes, las fuerzas rusas se retiraron de Europa central y del este, así como de las nuevas repúblicas postsoviéticas. En la mayoría de los lugares, la retirada se realizó sin inconvenientes, pero el ejército ruso se mantuvo en algunas áreas en disputa como en la base naval de Sebastopol en Crimea así como en Abjasia y Transnistria. 
La baja en el reclutamiento y en la capacidad industrial de las repúblicas separadas, así como la caída de la economía rusa, produjeron una caída devastadora en la capacidad de las fuerzas armadas postsoviéticas en la década siguiente a 1992.
La mayoría del armamento nuclear quedó en manos de Rusia, pero Ucrania, Bielorrusia y Kazajistán conservaron un volumen importante de armamento. De acuerdo con el Memorándum de Budapest de 1994, Ucrania cedió a Rusia 5000 bombas nucleares y 220 vehículos de largo alcance necesarios para usarlas, incluyendo 176 misiles balísticos intercontinentales y 44 aviones bombarderos de gran alcance con capacidad nuclear. Como resultado, Ucrania cedió a Rusia un tercio del arsenal de armas nucleares existentes en el mundo entre 1994 y 1996. Debido a los temores de proliferación nuclear, en 1996 se realizaron certificaciones de las transferencias de material nuclear a Rusia desde otras repúblicas ex-soviéticas. 
En la época soviética, Uzbekistán tuvo armas nucleares en su territorio, pero actualmente ese país es firmante del Tratado de No Proliferación Nuclear.

## Cronología
| Fecha     | Conflicto                                                                                           | Ubicación                                                         | Resultado |
| --------- | --------------------------------------------------------------------------------------------------- | ----------------------------------------------------------------- | --- |
| 1918-1920 | Guerra civil rusa                                                                                   | RSFS de Rusia                                                     | El recién creado Ejército Rojo vence al Movimiento Blanco y a sus aliados extranjeros. |
| 1919-1921 | Guerra polaco-soviética                                                                             | Bielorrusia, Polonia, Ucrania                                     | Los soviéticos son vencidos y deben ceder importantes cantidades de territorio a Polonia. |
| 1921      | Rebelión de Kronstadt                                                                               | Rusia                                                             | Último gran levantamiento contra los bolcheviques. El Ejército Rojo lo reprimió. |
| 1922-1931 | Revuelta de los Basmachí                                                                            | Asia central                                                      | El Ejército Rojo logra controlar las revueltas antisoviéticas de Asia central. |
| 1932-1939 | Guerras fronterizas soviético-japonesas                                                             | frontera Manchuria-URSS/Mongolia                                  | Los soviéticos logran repeler la amenaza japonesa, infligiendo una dura derrota a los japoneses en Batalla de Khalkhin Gol. |
| 1939-1940 | Invasión de Polonia, Ocupación de Besarabia y norte de Bucovina así como de las Repúblicas Bálticas | Partes de Polonia, Partes de Rumanía, Estonia, Letonia y Lituania | La Alemania Nazi y la Unión Soviética se dividen Europa del Este según los términos del Protocolo Adicional secreto del Pacto Mólotov-Ribbentrop y del Tratado Alemán-Soviético de Amistad, Cooperación y Demarcación. |
| 1939-1940 | Guerra de Invierno                                                                                  | Finlandia                                                         | La Unión Soviética es expulsada de la Sociedad de Naciones mientras conquista parte del territorio finlandés. |
| 1941-1945 | Gran Guerra Patria (Segunda Guerra Mundial)                                                         | Unión Soviética, Europa del Este                                  | En un combate titánico contra la Alemania Nazi, el Ejército Rojo vence a la Wehrmacht y se convierte en la fuerza de ocupación en Europa del Este. |
| 1941-1944 | Guerra con Finlandia                                                                                | Finlandia                                                         | Las fuerzas soviéticas vencen a Finlandia, anexándose mayor territorio y terminando con la alianza Nazi-Finlandesa. |
| 1945      | Guerra del Pacífico (Segunda Guerra Mundial) - Batalla de Manchuria                                 | Manchuria                                                         | El Ejército Rojo lanza una corta y efectiva campaña para expulsar a los japoneses de Asia continental. Los soviéticos se convierten en la fuerza de ocupación en Manchuria, Corea del Norte y en las Islas Kuriles. |
| 1947-1991 | Guerra fría                                                                                         | Europa Occidental y los Estados Unidos frente al Bloque del Este  | Se utiliza con frecuencia la amenaza nuclear, sin llegar a utilizarse. En 1955, la Unión Soviética establece el Pacto de Varsovia en respuesta a la creación de la OTAN por Occidente en 1948. |
| 1948-1949 | Bloqueo de Berlín                                                                                   | Berlín                                                            | El primero de muchos enfrentamientos de la Guerra Fría se produce cuando la Unión Soviética cierra los accesos a Berlín desde Occidente. Occidente responde con el Puente aéreo de Berlín y el bloqueo termina por suspenderse. |
| 1956      | Revolución húngara                                                                                  | Hungría                                                           | El Ejército Rojo controla por la fuerza la revuelta anticomunista en Hungría. Miles de víctimas, tanto civiles como militares. |
| 1962      | Crisis de los misiles de Cuba                                                                       | Cuba                                                              | Otro enfrentamiento de la Guerra fría ocurre cuando la Unión Soviética intenta instalar una base de misiles nucleares en Cuba. Los soviéticos aceptan retirar los misiles luego de un bloqueo naval a Cuba por parte de los Estados Unidos y del compromiso de los Estados Unidos de no invadir Cuba y de retirar misiles nucleares de Turquía. |
| 1968      | Invasión del Pacto de Varsovia a Checoslovaquia                                                     | Checoslovaquia                                                    | Invasión por parte del Pacto de Varsovia con el fin de reprimir la Primavera de Praga. |
| 1969      | Conflicto de la frontera chino-soviética                                                            | Frontera China-Unión Soviética                                    | Un enfrentamiento ideológico entre la Unión Soviética y la República Popular China se transforma en varias ocasiones en enfrentamientos militares inconclusos en la frontera entre ambos países. |
| 1979-1989 | Intervención soviética en Afganistán                                                                | Afganistán                                                        | La Unión Soviética envía un contingente militar importante para instaurar un gobierno comunista local. Diez años más tarde, las tropas son retiradas sin un resultado positivo, en el cual los Estados Unidos financiaron a los muyahidines afganos.                                                                                            |

## Ayuda militar a otros países
Además de participar en guerras propias, el ejército soviético tomó parte en numerosos conflictos internos de otros estados, así como en guerras en las que combatía indirectamente a sus enemigos, a través de terceros países, avanzando en sus intereses estratégicos pero sin entrar en conflicto con las superpotencias de la época (un ejemplo sería la guerra civil española, donde se intentaba evitar un conflicto directo con los nazis, cuando ninguna de las dos partes estaba preparada para semejante guerra). En muchos casos, su participación se limitaba a consejeros militares así como a la venta de provisiones o armas.
| Fecha                     | Benefactor                                        |
| ------------------------- | ------------------------------------------------- |
| 1936-39                   | España                                            |
| 1945-49, 1950-53          | China                                             |
| 1950-53                   | Corea del Norte                                   |
| 1956                      | Hungría                                           |
| 1961-74                   | Vietnam del Norte                                 |
| 1962                      | Cuba                                              |
| 1962-64                   | Argelia                                           |
| 1962-63, 1967-75          | Egipto                                            |
| 1962-63, 1969-76          | Yemen                                             |
| 1967, 1970, 1972-73, 1982 | Siria                                             |
| 1968                      | Checoslovaquia                                    |
| 1969-1977                 | Somalia                                           |
| 1975-1991                 | Angola                                            |
| 1975-1991                 | Mozambique                                        |
| 1977-1991                 | Etiopía (Guerra civil etíope y Guerra del Ogadén) |
| 1960-70                   | Laos                                              |
| 1980-91                   | Irak                                              |
| 1982                      | Líbano                                            |